# Régiment de Picardie
Pour les articles homonymes, voir Régiment de Picardie (homonymie).
Le régiment de Picardie est un régiment d'infanterie du royaume de France, créé en 1585 à partir des bandes de Picardie la plus ancienne unité militaire et l'un des cinq Grands Vieux, devenue sous la Révolution le 2e régiment d'infanterie de ligne.

## Création et différentes dénominations
- 9 octobre 1480 : création des bandes de Picardie ;
- 29 mai 1569 : création du régiment de Sarrieu ;
- 1578 : prend le nom de régiment de Saint-Luc ;
- 1579 : prend le nom de régiment de Sérillac ;
- 1585 : Prend le nom de régiment de Picardie ;
- 1776 : Prend le nom de régiment de Provence ;
- 1780 : Reprend le nom de régiment de Picardie ;
- 1er janvier 1791 : Devient le 2e régiment d'infanterie de ligne ci-devant Picardie.

## Colonels et mestres de camp
- 29 mai 1569 : Roger de Sarrieu
- 1578 : François d'Espinay de Saint-Luc
- 1579 : Jean-François de Faudoas de Sérillac
- 1585 : Jean Louppiat de Montcassin de Tajan[1] de Grenet
- 1587 : Antoine Louppiat de Montcassin de Tajan des Houlières[2]
- 1589 : Gilles de Faverolles
- janvier 1590 : Jean Messeau, baron de Romefort
- 1593 : François Louis d'Estrées, marquis de Cœuvres
- 1er février 1595 : Jean de Gontaut, baron de Saint-Blancard-Biron
- 1er janvier 1617 : Jean Zamet, baron de Murat[3],[4]
- septembre 1621 : Roger du Plessis-Liancourt duc de La Rocheguyon
- 14 janvier 1625 : François de Béthune, duc d'Orval
- 19 septembre 1627 : Louis de Béthune, comte de Charost
- septembre 1634 : Pierre, marquis de Bréauté
- 27 août 1640 : François de Brichanteau, marquis de Nangis
- 1er septembre 1644 : Nicolas de Brichanteau, marquis de Nangis
- 8 mars 1645 : Charles, duc de La Vieuville
- 29 octobre 1653 : Claude de Brichanteau, marquis de Nangis
- 25 octobre 1658 : Henri Robert Eschallard de La Boulaye, comte de La Mark
- 29 août 1675 : Henri d'Anglure, comte de Bourlemont
- 17 mars 1677 : Henri duc d'Harcourt[5]
- 25 février 1691 : Louis de Melun, prince d'Épinoy
- 18 juin 1702 : François Armand de Rohan, prince de Montbazon
- 26 juin 1717 : Charles de Rohan prince de Montauban
- 18 novembre 1734 : Armand Mathurin marquis de Vassé[6]
- 20 août 1745 : Louis de Pardaillan de Gondrin, duc d'Antin
- 25 août 1749 : Marie Jacques, marquis de Bréhant
- 26 février 1761 : Louis Philippe, comte de Durfort
- 5 juin 1763 : Marc Antoine, comte de Lévis-Lugny
- 18 avril 1776 : César Joseph Marie marquis de Nédonchel
- 13 avril 1780 : Bernard marquis de Faudoas
- 30 janvier 1785 : Charles Léon de Chavigny marquis de Bouthillier
- 25 juillet 1791 : François Richer Drouet
- 9 octobre 1792 : Henri Nadot de Fontenay
- 1er mars 1793 : Étienne Macdonald

## Historique des garnisons, combats et batailles du régiment

### Les origines

#### Bandes de Françaises-Bandes de Picardie (1479-1568)
Après la bataille de Guinegatte, livrée le 7 août 1479, Louis XI reconnut la nécessité de faire pour l'infanterie ce que son père avait fait en 1445 pour la cavalerie, c'est-à-dire de l'organiser d'une manière sérieuse des unités militaires permanentes et soldées de fantassins et remplacer la milice et les francs-archers par des soldats entretenus d'une manière permanente et de créer ainsi l'infanterie française.
Il s'agissait de constituer et d'instruire des bandes de gens de pied qui fussent capables de tenir tête et de vaincre les aventuriers allemands et les milices des puissantes cités flamandes, qui formaient la principale force des armées de Maximilien Ier.
Or, il n'y avait alors en Europe qu'une seule infanterie, dont la réputation fût établie : c'étaient les redoutables hérissons suisses,
souvenir des phalanges de l'antiquité précieusement conservé au fond des âpres montagnes de l'Helvétie. L'infanterie suisse avait fait ses preuves en chassant de chez elle les nombreux soldats de l'Autriche et en anéantissant les formidables armées de Charles le Téméraire. C'était là le modèle qu'il fallait imiter.
Louis XI rassemble donc 10 000 hommes choisis parmi les débris des francs-archers et des bandes d'aventuriers, y joint des pionniers fournis par les villes et quelques compagnies de cavalerie de ses ordonnances, et appelle à son service 6 000 vieux soldats suisses. Il réunit le tout dans un camp établi près du Pont de l'Arche, et par lettres données au Plessis-lèz-Tours, le 9 octobre 1480, il charge Philippe de Crèvecœur d'Esquerdes du soin de commander et d'exercer la nouvelle milice
de hallebardiers et de piquiers, qui fut partagée en bandes de mille hommes.
En 1483 les bandes françaises s'établirent en Picardie.
De 1484 à 1491, le maréchal d'Esquerdes, à la tête des bandes de Picardie, tint tête à Maximilien Ier et lui enleva même Saint-Omer en 1489 et Thérouanne la même année, pendant que Louis II de La Trémoille soumettait la Bretagne.
En 1494, lors de Première guerre d'Italie Philippe de Crèvecœur d'Esquerdes fut un des principaux chefs de l'armée Française et il y conduisit 4 000 hommes des bandes françaises. Malheureusement il mourut à L'Arbresle, près de Lyon, au début de 1494, avant d'avoir passé les Alpes, et avec lui tomba dans l'oubli une institution qui avait contre elle sa nouveauté.
De 1494 jusqu'à 1521, on ne trouve dans l'histoire aucune mention expresse des bandes de Picardie, et rien n'indique que celles-ci
aient fourni des contingents aux hommes de pied français qui figurent dans les dénombrements des armées d'Italie. Toutefois, les historiens s'accordent pour penser que ces bandes continuèrent d'exister. En effet, on sait qu'après leur institution, des contestations graves surgirent entre les vieux régiments à propos de la préséance et que ces contestations se renouvelèrent jusqu'au temps où Louis XIV y mit ordre en établissant le semestre. Piémont et Champagne se disputèrent le pas entre eux et le disputèrent même au régiment des Gardes Françaises. Ils le cédèrent, au contraire, toujours sans difficulté à Picardie. Cette déférence constante, à l'égard de Picardie, des régiments de Piémont et de Champagne, de Piémont surtout qui était
un corps fort chatouilleux et qui n'eût point été embarrassé pour constater la continuité des brillants services des bandes dont il provenait, est, suivant nous, une preuve irrécusable de l'existence non interrompue des bandes de Picardie depuis le commencement du XVIe siècle jusqu'à l'institution des régiments.
Ceci conduit au rôle joué par les bandes de Picardie et de Piémont pendant les deux premiers tiers du XVIe siècle. À cette époque il y avait une Armée de l'intérieur du Royaume appelée « Armée d'en deçà les monts » et une Armée de l'extérieur du Royaume appelée « Armée d'audelà les monts », désignations officielles auxquelles l'usage substitua peu à peu celles de « bandes de Picardie » et de « bandes de Piémont ».
Le nom de bandes de Picardie, pris dans son acception la plus étendue, s'appliquait à tous les gens de pied réguliers qui servaient sur le territoire du royaume, et le nom de bandes de Piémont était réservé aux fantassins, soit Français, soit Italiens, qui combattaient dans la
Péninsule Italienne.
À partir de l'année 1521, la politique de la France à l'égard de l'Italie éveille la susceptibilité de ses anciens ennemis. La guerre s'étend sur toutes nos frontières et le nom des bandes de Picardie sort du long oubli où il est demeuré.
En 1521, le roi étant à Dijon, nomme François de Bourbon, comte de Saint-Pol, capitaine général de 6 000 hommes de pied chargés de défendre les défilés de la Champagne. Ces hommes de pied étaient partagés en six bandes de mille homme. Deux d'entre elles servent à la célèbre défense de Mézières sous les ordres de Bayard.
En 1522, François de Montgommery, seigneur de Lorges, a le commandement général à la place du comte de Saint-Pol. Il est envoyé au secours de Gênes, mais on le rappelle en Picardie pour la défense de Boulogne et de la terre d'Oye, attaquée par les Anglais et les Flamands. Ces bandes passent en Italie au mois d'août 1523 et y restent. Elles sont suivies en 1527 par quatre autres bandes ayant pour chef Charles de Coucy, seigneur de Burie. On se tint sur la défensive en France jusqu'à la paix de Cambrai (5 août 1529).
La guerre recommence en 1535. Les bandes de Picardie, mêlées avec les légionnaires qui venaient d'être organisés, et dirigées par le maréchal de Fleuranges défendent Péronne avec succès. En 1537, elles reprennent Hesdin et Saint-Pol. Pendant les années suivantes leur rôle se réduit à la garde des places.
En 1542, durant la neuvième guerre d'Italie, sous les ducs d'Orléans et de Guise, elles participent à la conquête du Luxembourg.
L'année suivante elles se signalent par la reprise de l'Artois et la défense de Landrecies. Les premiers mois de 1544 sont marqués par les belles résistances des garnisons de Boulogne, Montreuil et Saint-Dizier. Cependant, les affaires allaient au plus mal en France, et le roi fut encore contraint de signer le 18 septembre avec Charles-Quint, la trêve de Crépy-en-Laonnois. Les Impériaux avaient déjà leur avant-garde à Meaux. Le 1er octobre 1544, que Jean de Taix, qui exerçait la charge de capitaine et colonel-général des bandes de Piémont, reçut l'ordre de rentrer en France avec une partie de ses troupes et prit le titre de « colonel-général » de toutes les bandes françaises vieilles et nouvelles.
Les bandes de Picardie, réunies à une partie des bandes de Piémont rappelées dans le royaume, servirent en 1552 à la rapide conquête des Trois-Évêchés et à la défense de Metz, qui donna lieu à l'institution séparée des « bandes de Champagne ».
En 1557 après le siège de Saint-Quentin, toute la garnison est faite prisonnière : l'armée française est détruite.
Mais le duc de Guise qui accourait à marches forcées avec une partie des troupes de l'armée d'Italie ralliait à Compiègne les débris échappés au désastre de Saint-Quentin, recevait du roi, le 13 novembre, pleins pouvoirs pour réorganiser l'infanterie de Picardie et de Champagne, en cassant les mortes-payes dont le nombre s'était accru hors de raison, et en augmentant l'effectif des soldats des bandes entretenues. Ainsi par l'ordonnance du 22 mars 1558 organise de nouvelles bandes et met sur pied 7 légions de 6 000 hommes chacune : Picardie et Île-de-France, Normandie, Bretagne, Champagne et Bourgogne, Dauphiné, Languedoc, Guyenne. Les officiers et soldats des légions doivent tous être originaires du pays qui fournit la légion.
Le 1er janvier 1558, le duc de Guise se présentait devant Calais qui capitulait le 8. Au printemps, pendant que le maréchal de Thermes prenait Dunkerque et Bergues et se faisait battre à Gravelines, le duc de Guise s'élançait sur la Lorraine et emportait Thionville.
Ces succès permirent la signature, le 3 avril 1559, du traité de Cateau-Cambrésis. La France reprenait ses places de la Picardie, gardait Calais, les Trois Évêchés et quelques villes du Piémont mais évacuait 198 places, châteaux et forts en Italie et en Piémont.
La mort de Henri II, conduisirent à modifier l'état de l'infanterie, et indiqué le rôle joué par les bandes de Picardie dans les divers essais d'organisation régimentaire tentés jusqu'en 1569.
Après la conjuration d'Amboise, en mars 1560, le roi fit réunir à Paris les deux bandes écossaises et 23 vieilles bandes de Picardie.
16 vieilles bandes de Piémont furent dirigé du Dauphiné sur Gien et 10 enseignes furent retirées des places du Piémont pour occuper les places du Dauphiné. Au mois d'octobre, les bandes de Paris furent envoyées à Orléans et celles qui étaient à Gien partir pour Montargis. Il y eut ainsi 41 bandes de réunies et c'était toute l'infanterie dont le roi François II pouvait disposer sans mettre les légions sur pied.
Avec les bandes réunies à Orléans, on forma trois régiments :
1. Le régiment de Richelieu, formé avec 1 enseigne écossaise et 11 enseignes picardes ;
2. Le régiment de Sarlabous aîné, formé avec 12 enseignes picardes ;
3. Le régiment de Remolle, formé avec les 16 enseignes du Piémont et qui compta quatre bandes;

La 2e enseigne écossaise resta isolée comme garde du roi.
Quand le roi Charles IX partit d'Orléans, au mois d'avril 1561, pour aller se faire sacrer à Reims, les trois régiments ne furent pas disloqués, mais envoyés dans des garnisons autour de Paris.
Après le massacre de Vassy le 1er mars 1562, le duc de Guise, du parti catholique, fit entrer tous les hommes valides dans la milice bourgeoise de Paris et fit lever par le prévôt des marchands un régiment de 1 500 hommes (12 enseignes) pour la garde de la ville. Les trois régiments des vieilles bandes furent réunis à Paris.
Pendant ce temps, Condé et Coligny, du parti protestant, s'étaient saisis d'Orléans et des villes de la Loire et y formaient une armée.
Condé imita, pour l'infanterie rassemblée à Orléans, l'organisation du duc de Guise; mais il groupa les régiments mestres du camp trois par trois en régiments colonels. L'armée protestante comprit 9 régiments mestres de camp formant les trois régiments colonels, régiment de Grammont (levé en Guyenne), régiment de Frontenay (levé en Dauphiné) et régiment d'Yvoi (levé en Champagne et en Bourgogne); chaque régiment mestre de camp comptait environ 2 000 hommes. Cette organisation ne fut pas appliquée dans les provinces où les chefs protestants levaient et licenciaient les troupes suivant les besoins du moment. Le baron des Adrets avait réussi à lever en Suisse, dans les cantons protestants, le régiment de Diesbach, de 8 enseignes (2 400 hommes), qui le rejoignit le 3 mai à Lyon. Sur les réclamations du roi, les cantons exigèrent le retour de ce régiment, qui rentra en Suisse au mois de septembre.
Quand le roi vit la guerre inévitable, il fit lever des troupes étrangères. Au mois de mai, on leva en Piémont le régiment italien de Brancacio, de 10 enseignes de 300 hommes, qui alla servir en Dauphiné. On leva en Allemagne les deux régiments, celui du Rhingrave et celui de Rockendorff, ayant chacun 10 enseignes de 300 hommes. On leva en Suisse le régiment de Froelich, de 14 enseignes de 400 hommes. Chacune de ces enseignes comptait 40 arquebusiers, 40 corcelets, 40 hallebardiers el 280 piquiers. Les régiments de lansquenets et celui de Froelich rejoignirent l'armée du roi au siège de Bourges, qui était défendu par Yvoi avec son régiment colonel.

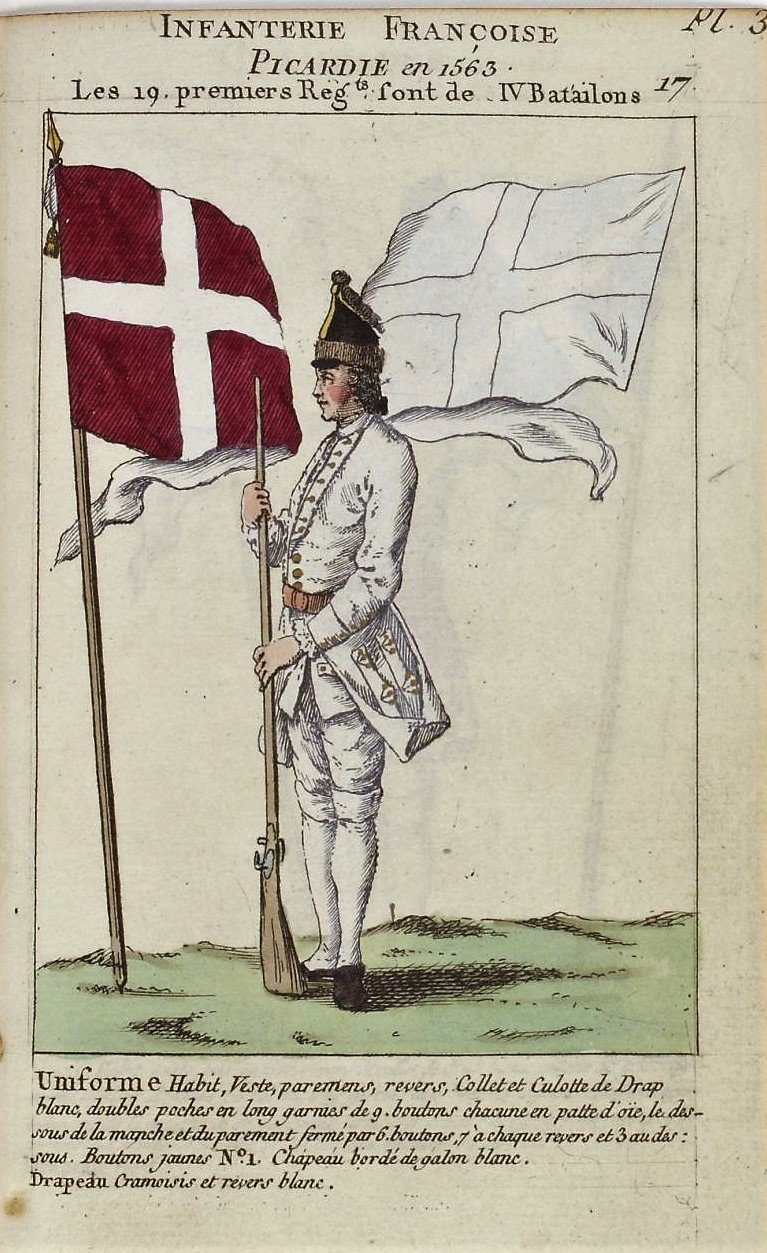
Uniforme et drapeau du régiment de Picardie en 1563, publié en 1772

#### Création des régiments (1568-1569)
À partir de 1569, il était arrêté qu'il n'y aurait plus désormais qu'un seul colonel général de l'infanterie française.
Les régiments de Timoléon de Cossé, comte de Brissac, furent donc placés sous l'autorité de Philippe Strozzi, à l'exception toutefois des dix vieilles enseignes que commandait le mestre de camp Honoux. En considération des grands services qu'avait rendus la famille de Brissac, on laissa ce régiment avec le titre honorifique de colonel au jeune Charles de Brissac, frère du comte. Ce corps, qui est celui-là même qui fut connu jusqu'à la Révolution sous le nom de régiment de Piémont, et qui resta indépendant du colonel général de l'infanterie jusqu'en 1584.
Dans cette nouvelle répartition des bandes, qui est le véritable point de départ du régiment, Roger de Sarrieu eut dans son lot seize compagnies. Les dix premières provenaient des Gardes, un corps d'élite formé en 1563 sous le nom d'« Enseignes de la garde du Roy », les autres appartenaient aux vieilles bandes de Picardie.
Louis XI puis François Ier, avaient partagé le royaume en 4 grands gouvernements militaires répondant aux 4 frontières vulnérables du pays. Ces frontières étaient celles des Pays-Bas espagnols, de l'Allemagne, de l'Italie et de l'Espagne.
Dans l'ordre politique, ces 4 gouvernements se rapportaient aux 4 principales sous nationalités, franque, bourguignonne, romane et gasconne.
Avant la formation des régiments, chacun de ces 4 gouvernements avait ses bandes de gens de pied distinctes. C'étaient au nord, les bandes de Picardie et de Champagne; au midi, celles de Piémont et de Guyenne.
Ainsi de chacune de ces bandes qui correspondaient à une frontière du royaume donnèrent naissance, vers 1569, à un régiment :
- Les Bandes de Picardie donnèrent naissance au régiment de Picardie ;
- Les Bandes de Piémont donnèrent naissance au régiment de Piémont ;
- Les Bandes de Guyenne donnèrent naissance au régiment de Guyenne, qui combattant dans l'Armée Protestante fut alors renommé régiment de Navarre[13] ;
- Les Bandes de Champagne donnèrent naissance au régiment de Champagne.

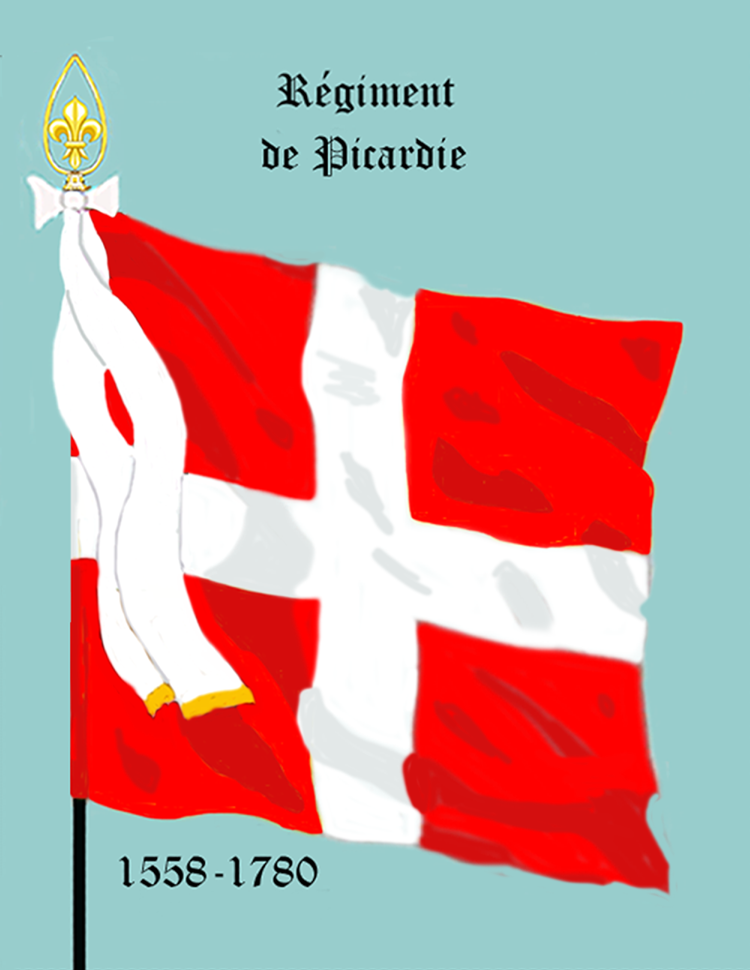
Drapeau d’Ordonnance du régiment de Picardie de 1558 à 1780

### Régiment de Sarrieu (1569-1578)

#### Guerres de Religion
Le régiment de Sarrieu est créé de la réorganisation de l'infanterie effectuée le 29 mai 1569 au camp de La Rochefoucaud.
Le régiment de Sarrieu, du nom de son mestre de camp Roger de Sarrieu, était composé de seize compagnies dont dix provenaient des Gardes Françaises et les autres bandes de Picardie.
Durant la troisième guerre de religion resta dans l'armée du duc d'Anjou et se signala au siège de Saint-Jean d'Angely où il fut chargé de l'attaque du ravelin de la porte d'Aunis.
À la paix de Saint-Germain-en-Laye de 1570, il alla reprendre ses cantonnements dans le Berry.
En janvier 1573, durant la quatrième guerre de Religion, le régiment se réunit à l'armée du baron de la Châtre chargé de réduire Sancerre. Lors de l'assaut général qui eut lieu à la fin de juin, le régiment de Sarrieu fut chargé, avec les Gendarmes de la Châtre, pour attaquer à la brèche pratiquée près de la porte d'Oison, au lieu-dit la Grange Loudis. Son attaque fut vigoureuse, mais les assiégés se défendaient avec le courage du désespoir. La famine seule put dompter les défenseurs de Sancerre qui se rendirent le 19 août après un siège de sept mois,.
En 1574, le régiment de Sarrieu fait partie de l'armée du duc de Montpensier.
Au siège de Fontenay-le-Comte, il vit échouer tous ses efforts dans les premiers assauts, du 15 septembre, mais la garnison affaiblie battit la chamade. Après la capitulation, Fontenay fut mis à sac pendant les 16, 17 et 18 septembre. Le 27 septembre, le régiment de Sarrieu marcha tambours battants et enseignes déployées à l'attaque des faubourgs de Lusignan et après les avoir emportés assiégea le château et ville. Dans une seule sortie les assiégés lui tuèrent cinq capitaines. L'assaut du 21 décembre fut encore très-meurtrier. La garnison réduite à 500 hommes demande enfin à capituler le 5 janvier 1575. Le régiment de Sarrieu prit possession de la ville et du château et y demeura quelque temps en garnison. Ce fut le régiment de Sarrieu qui démolit le château de Lusignan.
En août 1575, 300 arquebusiers du régiment de Sarrieu quittent Niort pour embarquer aux Sables d'Olonne avec Charles de Rouhaut de Landereau. Ils abordent sans résistance à l'île de Ré le 2 septembre aux Portes et à Loix, et s'emparent après un combat de Saint-Martin. Un corps de troupes Protestant commandé par Lancelot Voisin de La Popelinière, partit du port de La Rochelle les attaqua au milieu de la nuit et les força à se rembarquer.
Pendant les années suivantes, le régiment demeura dans le bas Poitou, faisant la petite guerre aux protestants de La Rochelle. En 1577, il surprit le village de La Fond près de cette ville.

### Régiments de Saint-Luc (1578-1579) et de Sérillac (1579-1585)
Roger de Sarrieu est remplacé en 1578 en qualité de mestre de camp par François d'Espinay de Saint-Luc, gouverneur de Brouage, qui eut lui-même pour successeur en 1579, Jean-François de Faudoas de Sérillac, comte de Belin et gouverneur de Paris pour la Ligue.

### Régiment de Picardie (1585-1776)

#### Guerres de Religion
Après être retourné dans ses anciens quartiers de la province de Picardie, on retrouve le régiment au siège de La Fère sous les ordres du maréchal de Matignon.
En 1585, Jean-François de Faudoas de Sérillac se démet de son commandement et est remplacé par Jean de Montcassin. Le régiment cesse de porter le nom de son mestre de camp pour prendre le titre de Picardie devenant le régiment de Picardie. Cette même année 1585, une partie du corps passe dans le Dauphiné pour se réunir à l'armée de Jean-Louis de Nogaret de La Valette duc d'Epernon et assiste aux sièges de La Bréole, de Chorges et de quelques autres petites places de la Provence.
Le reste du régiment marche en 1586 sous les ordres de Anne duc de Joyeuse vers le Languedoc, d'où il passe en Guyenne, à l'armée du maréchal de Biron qui le conduisit en Saintonge et Poitou, et l'employa aux sièges de Lusignan et de Marans.
Au mois de mai 1587, les protestants ayant mis le siège devant Fontenay, le duc de Joyeuse rassemble à Saumur une petite armée dont cette moitié du régiment de Picardie et marche sur Saint-Maixent, joint les deux régiments calvinistes de Gabriel Prévôt de Charbonnières et de Bories à La Mothe-Saint-Héray, et en fait un horrible massacre. Joyeuse venant d'apprendre que
Henri roi de Navarre se met alors en marche pour aller au-devant des secours que l'Allemagne envoyait aux protestants de France. Il part pour lui barrer le passage et le rencontre en Périgord auprès de Coutras. La bataille eut lieu le 20 octobre 1587. Picardie qui était à la gauche de l'armée catholique fut écrasé par l'artillerie du roi de Navarre. Suivant d'Aubigné, « La bataille, commença à neuf heures par l'artillerie. Le premier boulet protestant donna dans le drapeau blanc du duc de Joyeuse. Le deuxième coupa un arbre et tua derrière un capitaine de Picardie ». Suivant Jean-Baptiste Legrain, auteur de la Décade de Henri-le-Grand, « le premier coup d'artillerie emporta sept capitaines du régiment de Picardie, le meilleur et le plus aguerri de l'armée du duc ». Le régiment ébranlé par ces pertes, allait être chargé par la cavalerie calviniste, quand Jean de Beaumanoir, marquis de Lavardin s'élance à la tête des Albanais sur ces escadrons et leur passe sur le ventre. L'infanterie de la protestante, furieuse de cet échec, s'ébranle l'épée à la main, et fonce tête baissée sur les régiments de Picardie et de Tiercelin, qui seuls résistaient encore, et engage avec eux un combat terrible aux cris de « La Mothe et Croix-Chapeau ! » s'excitant ainsi par le souvenir de deux rencontres récentes où tout quartier leur avait été refusé,. Picardie et Tiercelin étaient trop faibles pour soutenir le choc d'une armée victorieuse et altérée de vengeance, ils furent entièrement défaits et massacrés. Agrippa d'Aubigné indique : « Le mestre de camp Tiercelin, voyant son régiment dissipé, se couche sur l'arbre sur l'arbre que le canon avoit abattu, et est tué assis se bouchant les yeux, ce qui n'eust pas esté, si l'on l'eust connu, mais tout passoit pour Picardie ». Ces paroles de d'Aubigné expriment la haine des huguenots pour le régiment de Picardie qui avait chez eux la réputation d'être très-dévoué aux Guise.
Le petit nombre d'hommes échappés au désastre de Coutras se trouvaient, en 1588, aux sièges de Mauléon, de Montaigu et de La Garnache.
Après l'assassinat de Henri duc de Guise, l'armée de Poitou eut ordre de se rendre à Blois auprès du roi Henri III. La portion du régiment qui, depuis trois ans, servait en
Provence y arriva aussi. Picardie, trop faible pour tenir la campagne, fut placé dans le château d'Angers dont les ligueurs voulaient se rendre maîtres. Lorsque Henri III se fut jeté dans les bras du roi de Navarre, et se fut retiré à Tours pour être plus à portée de recevoir les secours du Béarnais, Picardie fut appelé dans cette ville et prit part à la défense des faubourgs attaqués par Charles duc de Mayenne. Chargé de garder le faubourg Saint-Symphorien, il se retrancha à l'embranchement des routes de Blois et de Châteaurenaud et y fait une belle résistance.
Après la réunion des armées des deux rois, Picardie sert au siège de Gergeau et emporte la place d'assaut, mais en perdant son mestre de camp Antoine de Montcassin, qui avait succédé à son frère Jean en 1587.
Le régiment était au camp sous Paris, lorsque Henri III fut assassiné par Jacques Clément le 1er août 1589, et reconnut des premiers Henri de Navarre pour roi de France. Il accompagna ce prince dans son expédition en Normandie et est laissé à Dieppe sous les ordres de François de Coligny comte de Châtillon, pendant que le roi battait l'ennemi à Arques, le 21 septembre 1589. En octobre 1589, Picardie revint au siège de Paris et lorsque Henri IV se retire vers la Loire, 12 compagnies reçurent l'ordre de se prendre garnison dans Pontoise. Le duc de Mayenne, Charles, ne tarda pas à venir les y assiéger. Après une belle défense, qui coûta la vie au mestre de camp Gilles de Faverolles, la garnison se voit obligée de capituler le 6 janvier 1590.
En janvier 1590 le régiment de Romefort est incorporé dans le régiment de Picardie et  Jean Messeau, baron de Romefort devient son nouveau mestre de camp. Dans la nouvelle campagne qui s'ouvrit en 1590, Picardie suivit le roi et prit une grande part aux opérations du siège de Dreux qu'il attaquait du côté de l'église Saint-Denis. Après la bataille d'Ivry, qui fut surtout une affaire de cavalerie, il se trouva au blocus de Paris.
En 1591 il se trouve au siège de Chartres. Ce fut là qu'il faillit en venir aux mains avec le régiment de Navarre au sujet de la préséance. Ces deux régiments avaient été commandés ensemble pour l'attaque d'un bastion. Chacun d'eux prétendait tenir la tête de l'assaut. Henri IV fut obligé d'intervenir et les fit tirer au sort au pied de la brèche. Les dés furent favorables au régiment de Picardie, qui depuis ce jour n'eut plus rien à démêler avec le régiment de Navarre.
Pendant les années suivantes, le régiment fut de toutes les expéditions du roi, et se trouva à son entrée solennelle dans Paris le 22 mars 1594. Il fait ensuite le siège de Laon où son mestre de camp, François Louis d'Estrées, marquis de Cœuvres, fut tué.

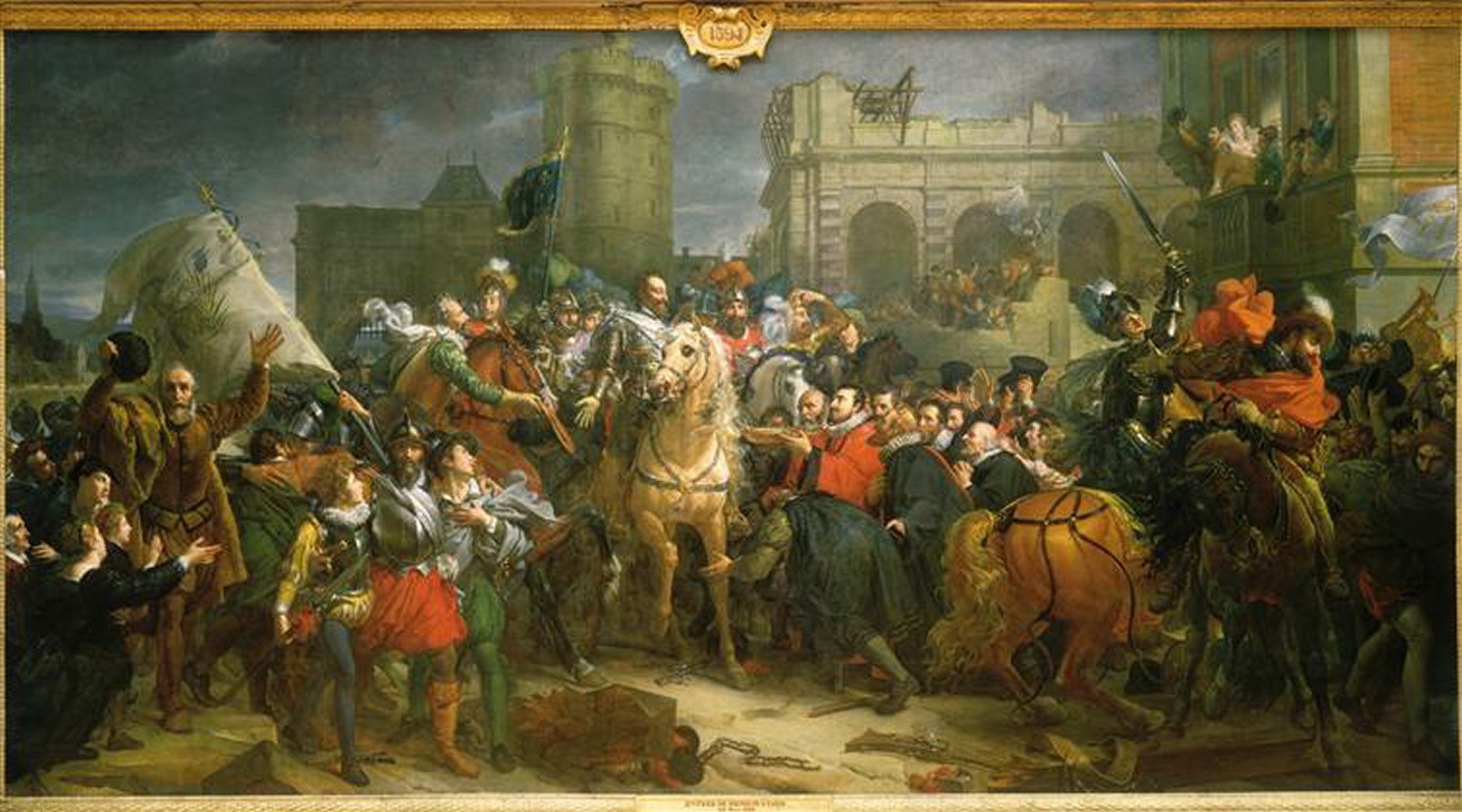
Entrée d'Henri IV à Paris, 22 mars 1594

En 1595, il part pour la Bourgogne et sert aux sièges de Beaune, d'Autun et de Dijon. Il passe ensuite à l'armée de Picardie, commandée par Henri de La Tour d'Auvergne duc de Bouillon, François d'Orléans-Longuevillecomte de Saint-Pol et le Charles comte d'Humières. Le 20 juin, 200 hommes du régiment et 200 de celui d'Egmont s'emparent du château de Ham. Cette prise amena la capitulation de la garnison espagnole qui tenait la ville. Picardie est ensuite au blocus de La Fère qui se rend le 22 mars 1596.
Les Espagnols, n'ayant pu secourir La Fère, tournent leurs armes contre Calais. Le roi se rend alors à Boulogne pour être à portée de jeter du secours dans la place défendue par François de Saint-Paul de sieur de Bidossan gouverneur de la ville. Le 22 avril, Henri IV envoi 250 soldats et 200 gendarmes, commandés par le gouverneur de Boulogne Bertrand de Patras sieur de Campagnol et d'Henri de la Tour, duc de Bouillon, qui passent hardiment, à la faveur de la nuit, à travers le camp ennemi et pénètre dans la place. Par la mort de François de Saint-Paul de sieur de Bidossan gouverneur de Calais, tué d'un coup de canon, Bertrand de Patras sieur de Campagnol se trouva commandant. Sommé de se rendre il indiqua à l'ennemi : « J'ai couru trop de risques en entrant dans Calais pour l'abandonner ». Après quatre assauts Bertrand de Patras sieur de Campagnol, abandonné par la garnison, resta seul sur la brèche et le firent prisonnier. Le roi de France le récompensa son héroïsme en lui donnant une compagnie du régiment des Gardes Françaises.
En 1597, lorsque les Espagnols surprirent Amiens, Picardie était à Corbie en quartiers d'hiver. Le maréchal de Biron le prit en passant, et, arrivé devant Amiens, lui ordonna de s'y fortifier pour donner le temps à l'armée de s'assembler. Quand le siège commença, le régiment prit poste à l'abbaye de La Madeleine. Le gouverneur Hernandes Teillo Portocarrero, que ce voisinage incommodait, le fit battre par des coulevrines et le contraignit à se retirer. Après l'arrivée du roi, les opérations reçurent une impulsion plus vive, mais Picardie ne fut pas heureux. Dans la sortie du 17 juin, les assiégés tombèrent sur lui d'une manière si imprévue qu'il n'eut pas le temps de se mettre en bataille et eut de nombreuses pertes. Cependant le maréchal de Biron et puis le roi étant survenus, le régiment reprit courage et força les Espagnols à rentrer dans la place. Le rancuneux d'Aubigné, en faisant l'éloge du régiment calviniste de Navarre dont il était l'un des capitaine, qui se rendit redoutable aux assiégés, ajoute que « les Espagnols déployoient leurs insolences sur le régiment de Picardie, qu'ils appeloient les maheuris ». » Enrico Caterino Davila signale, au contraire, Picardie comme un des corps les mieux disciplinés et les plus braves de l'armée française.

#### Période de paix
Après la paix de Vervins, en 1598, le régiment reprit ses anciens quartiers dans les villes de la Picardie, et n'en bougea point jusqu'à l'année 1615.
Ainsi il ne prit aucune part à l'expédition de Savoie, la dernière guerre du règne de Henri IV. Peut-être se méfiait-on du mestre de camp du régiment Jean II de Gontaut-Biron, frère de l'infortuné, mais coupable, maréchal Charles de Gontaut-Biron.

#### Rébellions huguenotes
Au début des rébellions huguenotes, en 1615, Picardie se rend au « Bec-Choisy », où s'assemblait l'armée du maréchal de Bois-Dauphin, destinée à agir contre les princes mécontents. Quatre compagnies, rencontrées en route par la cavalerie des princes, furent entièrement détruites. Le 8 octobre, l'armée marcha sur Sézanne. Dans cette expédition, le régiment était chargé de la garde de l'artillerie.
En janvier 1616, il fut envoyé à l'armée de Guyenne, qui passa l'année suivante en Champagne et prit les châteaux de Richecourt-sur-Aisne, Rozoy-sur-Serre, Château-Porcien, attaqua les faubourgs de Laon, et empara de Rethel,. Cette même année 1617, le régiment est donné au fils d'un traitant anobli, à Jean Zamet, baron de Murat et de Billy, que les huguenots, dont il s'était déclaré le persécuteur, appelaient le grand Mahomet.
En 1620, Picardie était en garnison à Verdun, quand il reçut l'ordre de se rendre à l'armée de Normandie. Le roi le vit le 6 juillet, et le trouva très faible. Une partie des soldats s'était jetée dans Metz, et le régiment de Marcoussay, qui partait pour l'Allemagne, en avait débauché un grand nombre. Les compagnies étaient réduites à une trentaine d'hommes. Le marquis de Bassompierre, qui commandait l'armée et qui tenait à Picardie, engagea Jean V de Nettancourt, comte de Vaubecourt à céder à ce corps 400 hommes de son régiment à raison d'un écu par homme. Le comté de Clermont-en-Argonne et la ville de Verdun lui en fournirent 600 au même prix. Remis sur pied, Picardie, fut dirigé sur Montereau, et marcha sur Dreux, dont il prit possession et rejoignit ensuite le roi à La Flèche ou Louis XIII le passa de nouveau en revue, et le trouva beau et complet. Après avoir servi au siège de Caen, Picardie prend une grande part le 7 août au succès de la bataille des Ponts-de-Cé. Après ce combat, il suivit la cour en Béarn, et est mis en garnison à Orthez et Navarrenx. Au mois de décembre, les compagnies de Navarrenx, firent échouer une conspiration des mécontents de la province qui voulaient s'emparer de la ville.
En 1621, Picardie fait partie du corps qui, sous les ordres d'Étienne de Bonne comte d'Auriac, investit Saint-Jean d'Angély. Il était campé à Saint-Julien-de-l'Escap, à un quart de lieue de la ville, et contribua à la prise des ponts de la Boutonne. Le roi Louis XIII arriva le 29 mai, et distribua les attaques. Picardie eut la deuxième sous le maréchal de Chaulnes. Après la prise de Saint-Jean d'Angély, le régiment est envoyé au siège de Nérac, sous le marquis de Vignolles qui n'avait pas assez de troupes pour investir complètement la ville. En juillet le régiment laisse 4 compagnies à Nérac tandis que les autres rejoignent Louis XIII au siège de Clairac avant de participer au siège de Montauban ou il avait la garde du pont du Tarn. Quoique affaibli par tant d'expéditions, le régiment attaque avec vigueur une demi-lune et parvient à s'y établir solidement, après un combat de six heures. Dans une sortie qu'il eut à soutenir quelque temps après, le mestre de camp Jean Zamet fut mis hors de combat et fait prisonnier avec plusieurs autres officiers. Ils furent presque aussitôt délivrés par l'audace de Louis de Pontis, lieutenant au régiment de Champagne, auquel Zamet donna la lieutenance de sa mestre de camp en reconnaissance du service qu'il lui avait rendu. Cependant, le maréchal de Schomberg avait fait établir une nouvelle batterie dont il se promettait beaucoup de succès : mais elle se trouvait sur un sol miné. Le 24 octobre, alors que Picardie y était de garde, une épouvantable explosion se fait entendre à deux heures du matin. Tout ce qui se trouvait dans le rayon de la mine avait sauté. Quatre officiers avec un grand nombre de soldats étaient ensevelis sous les terres bouleversées. Les assiégés profitent de ce moment de trouble et de désordre, se précipitent dans la batterie et remportent une victoire facile. Ce désastre, détermina la levée du siège. Les troupes furent distribuées dans les environs de Montauban : Picardie fut envoyé à Montech.
En mars 1622, Picardie qui s'était rétabli pendant l'hiver, fit des prodiges de valeur au siège de Tonneins et emporta la ville d'assaut, mais la prise du château offrait de grandes difficultés. Le 20 mars, Louis de Pontis à la tête de 50 hallebardiers réussit à déranger ces barriques et à s'emparer du retranchement, mais il ne put s'y maintenir. Cependant le roi se plaignant que le siège traînait en longueur les généraux résolurent de faire un nouvel effort. Ils envoyèrent deux soldats de Picardie reconnaître un bastion qui y arrivèrent sans rencontrer d'obstacles et font alors signe à leurs camarades de les suivre. Trente ou quarante soldats s'élancent aussitôt et réussissent à s'y faire un logement pendant que le reste du régiment maintenait les assiégés. La place allait être gagnée, quand on apprit que le duc de La Force arrivait avec 4 000 hommes au secours de son fils qui y commandait. Le duc d'Elbeuf, forcé de marcher à sa rencontre, laisse Picardie dans les tranchées. À peine l'armée fut-elle éloignée, que la garnison, rassemblant toutes ses forces, exécute une sortie furieuse. Le régiment débordé de toutes parts recule en combattant jusqu'au camp. Dans cette retraite, l'aventureux Louis de Pontis fut percé de part en part d'un coup d'épée et n'évita d'être enlevé que par le dévouement d'un soldat. À l'instant où Picardie repoussé rentrait dans les lignes, le duc d'Elbeuf revenait vainqueur. Profitant de l'animation de ses troupes et du découragement des assiégés, il ordonne un assaut général. Picardie, malgré ses pertes, s'élance avec résolution, brûlant de venger son échec, et après cinq heures d'un combat terrible, le château capitule. C'était le 4 mai 1622. Le régiment alla se refaire à Rabastens et ce fut là que Roger du Plessis-Liancourt, duc de La Rocheguyon, se fit reconnaître par le corps en qualité de mestre de camp. Au siège de Sainte-Foy, Picardie eut l'attaque du faubourg. Il fit encore cette année les sièges de Moissac, de Négrepelisse, de Saint-Antonin, de Bédarieux, de Lunel et de Sommières. À Sommières, le marquis de Liancourt, à la tête des Enfants perdus, attaque les retranchements dressés en avant de la ville, en chasse les ennemis et s'établit au bord de la contrescarpe, ce qui amène quelques jours après la capitulation de la place.
Le 30 août, au siège de Montpellier, Picardie reçut une sortie de l'ennemi avec tant de bravoure, qu'avant que les réserves fussent arrivées à son secours, il avait tué la moitié des assaillants et rejeté l'autre en désordre dans la ville. À l'attaque du bastion vert, la garnison fait une sortie vigoureuse sur le flanc de l'attaque conduite par Picardie. Une fraction du corps est rompue, mais le reste charge à son tour l'ennemi, le coupe en deux, en refoule une partie dans Montpellier, tandis que l'autre portion acculée dans un coin du fossé est massacrée. Montpellier se rendit le 19 octobre.
Picardie y fut mis en garnison et ne quitta point ce quartier jusqu'en 1630.
Pendant ces années, il prend part avec le régiment de Normandie à toutes les actions qui eurent le Languedoc pour théâtre.
Ainsi, en 1627, 400 hommes s'emparent de la petite ville de Corconne.
En 1628, le régiment fait le siège de Saint-Affrique, puis prend part au combat de Castres le 25 juin, à la prise d'Albi et de Mazamet. En 1629, il est à la prise de Soyons et au siège de Privas. Au mois de mai, les 40 hommes qui défendent le château de Corconne contre le duc de Rohan et ont la gloire de lui voir lever le siège. À la fin de 1629, Picardie suit le maréchal de Bassompierre à Montauban qui fait sa soumission. 12 compagnies du régiment y restent en garnison.
La paix d'Alès, du 28 juin 1629, met fin aux rébellions huguenotes.

#### Guerre de Succession de Mantoue
En 1630, le régiment de Picardie quitte le Languedoc et passe en Savoie pour participer à la guerre de Succession de Mantoue.
I1 prend une part glorieuse au combat de Veillane, où il taille en pièces 600 cavaliers commandés par Ambrogio Spínola Doria, fait 600 prisonniers, et s'empare de 17 drapeaux ou étendards. 40 soldats, laissés après ce combat dans le château de Veillane, s'y défendent contre 1 200 Espagnols et 500 Trentins, et résistent jusqu'à l'arrivée d'un secours qui force l'ennemi à décamper.
Il est ensuite à l'attaque du pont de Carignan avant de rentrer en France, en octobre.

#### Guerre de Trente Ans
Il est dirigé sur Verdun et Metz, pour faire la guerre à Charles IV duc de Lorraine.
Après le siège de Marsal auquel il prend part, le régiment est mis en garnison dans Jametz, Clermont-en-Argonne et autres places de sûreté, que le duc est obligé de livrer au roi.
En 1633, sur ordre de Louis XIII, Picardie quitte son quartier à Jarville, pour mettre le siège devant Nancy, le duc de Lorraine, Nicolas-François, ayant manque à ses engagements. Après la capitulation de Nancy, quatre compagnies y restent en garnison et que quatre autres sont envoyées à Metz.
Les douze compagnies restantes font partie de l'armée du maréchal Jacques Nompar de Caumont duc de La Force. Elles contribuent à la prise de Bitche le 18 mai 1634, et vont ensuite ouvrir la tranchée au siège de La Mothe. Après le siége de La Mothe, le régiment, renforcé des compagnies qui étaient à Metz, marcha sur Phalsbourg, Philipsbourg et Landau, qui furent occupées, et où il resta en quartiers jusqu'au mois de décembre.
Il fait alors partie du secours envoyé à Heidelberg, et passe le Rhin sur la glace, vis-à-vis de Manheim. Chargé avec d'autres troupes d'attaquer les Impériaux logés dans le faubourg d'Heidelberg, et les en chasse le 23 décembre, et rentre en France.
En 1635, Spire ayant ouvert ses portes aux troupes de l'Empire, les maréchaux Jacques Nompar de Caumont duc de La Force et Urbain de Maillé duc de Brézé partent le 10 mars 1635 de Landau et se rendent devant cette ville. Picardie y ouvre la tranchée. À l'assaut général, 300 hommes, malgré un feu terrible, descendent dans le fossé, montent aux retranchements, chassent 600 hommes qui les défendent et les poursuivent jusqu'au pont-levis de la ville qui capitule le 21 mars. Au mois d'octobre, le régiment rejoint l'armée d'Allemagne, commandée par le cardinal de La Valette.

#### Guerre de Dix Ans
En 1636, les Francs-Comtois venaient de rompre leur neutralité, en donnant passage à l'armée espagnole et en fournissant au duc de Lorraine, Charles IV, de l'argent et des soldats. Louis XIII, pour les punir, envoya le prince de Condé faire le siège de Dole; c'est le début de la guerre de Dix Ans.
Picardie y ouvre la tranchée le 1er juin. Le 13 juin, il emporte la contrescarpe après un rude combat mais les assiégés, au moment où Picardie était relevé de tranchée par le régiment d'Enghien, attaquent celui-ci avec furie. Picardie qui n'avait plus de poudre, vole cependant à son secours à l'arme blanche, et reprend tous les postes. Le régiment d'Enghien avait tellement souffert que Picardie dut rester dans les tranchées. Le lendemain, cinq cents hommes, appuyés par Enghien attaquent la demi-lune de la porte d'Aran. Après une lutte acharnée qui dure quatre heures ils parviennent à s'en emparer, mais abandonnés à eux-mêmes, ils ne peuvent s'y maintenir.

#### Guerre franco-espagnole
Après la levée du siège Picardie joignit l'armée de Monsieur engagée dans la guerre franco-espagnole, dans le cadre de la guerre de Trente Ans, et fit le siège de Corbie, que les Espagnols et les Hollandais venaient de surprendre et qui capitula le 10 novembre.

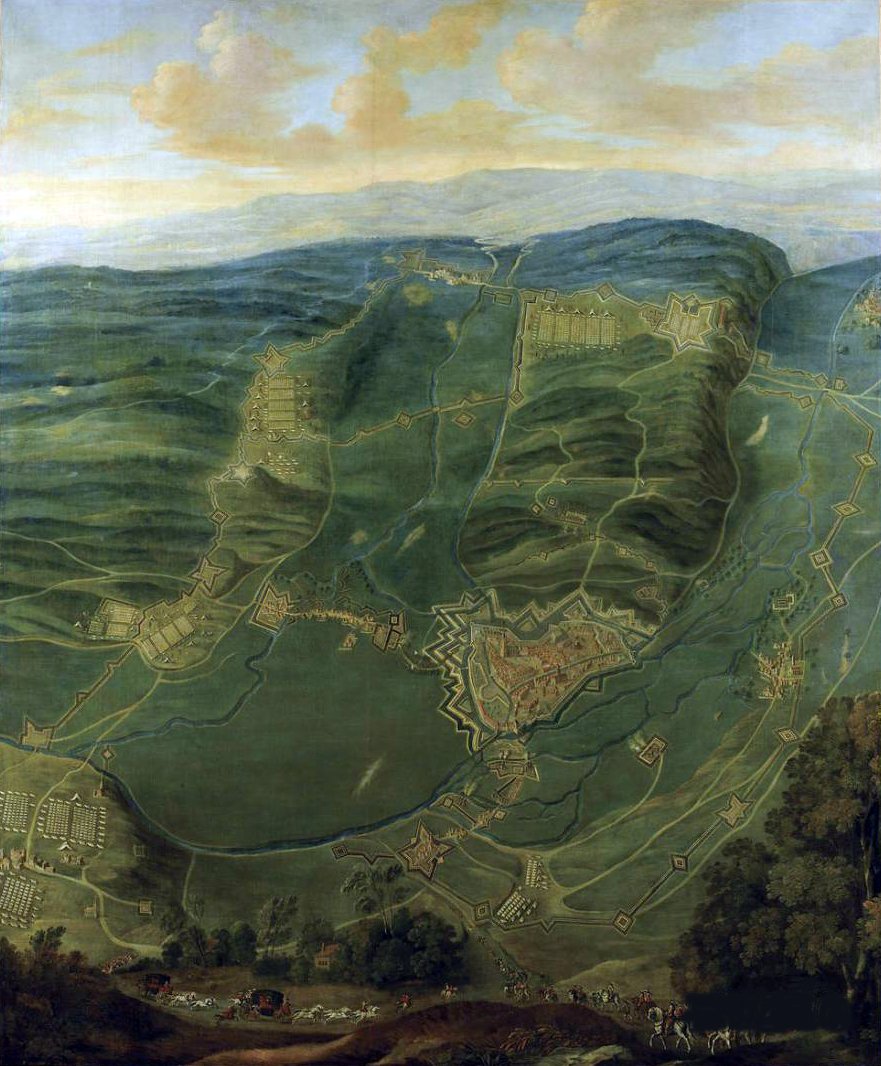
La Reprise de Corbie par Louis XIII et Gaston d'Orléans, généralissime de l'armée de Picardie

Le régiment, qui avait énormément souffert dans cette campagne, fut cantonné dans le Boulonnais et y resta jusqu'au mois d'août 1637 ou il se rendit au siège de La Capelle sous les ordres du cardinal de La Valette.
En 1638, après avoir servi avec distinction au siège de Saint-Omer et à celui du Catelet, il passa en Lorraine où Henri II d'Orléans duc de Longueville et le marquis de Feuquières l'attendaient pour commencer leurs opérations. Il débuta dans cette armée, au mois de novembre, par le siège de Blamont, la défaite du général Savelli (en) à Rheinfelden et la prise de Lunéville. Une compagnie est détachée le 26 novembre pour participer au siège de Brisach arrive devant Brisach le 2 décembre et en prend possession le 17.
En 1639, Picardie qui faisait partie de l'armée de marquis de Feuquières, fut battu à Thionville par Ottavio Piccolomini, et se retira sous le canon de Metz avant de passer sous les ordres de Gaspard III de Coligny duc de Châtillon avec lequel il força Piccolomini et l'armée impériale à lever le siège de Mousson.
En 1640, Picardie servait sous le maréchal Charles de La Porte marquis de Meilleraye qui, après le siège de Charlemont, vint faire le siège d'Arras. Le régiment était posté au-dessus de la Scarpe, près des villages de Sailly-en-Ostrevent et de Vitry-en-Artois où les ennemis se retranchaient. Leur général, Guillaume de Lamboy, espérant faire entrer du secours dans la ville, attaque le 24 juin les lignes de l'armée française, avec 2 000 hommes d'infanterie et quelque cavalerie. À la première alerte, Picardie prend les armes, culbute l'infanterie espagnole, arrête la cavalerie qui cherchait à rétablir le combat et poursuit l'ennemi jusque dans son camp. Cette action décida de la chute d'Arras, en démontrant aux Espagnols l'impossibilité d'y faire entrer du secours, mais qui coûta la vie au mestre de camp de Picardie Pierre, marquis de Bréauté, qui fut tué en combattant vaillamment à la tête de ses soldats. Le 1er août, Picardie ouvre la tranchée et fait des pertes énormes le lendemain à la reprise du fort tenu par le colonel Rantzau, dont les Espagnols étaient parvenus à s'emparer. Arras capitula au bout de 9 jours de tranchée ouverte. Les Espagnols, qui étaient devenus maîtres de la ville à la faveur des troubles en France et qui croyaient, ainsi que les habitants, cette place imprenable, avaient écrit sur une de ses portes, :
« Quand les Français prendront Arras, les souris mangeront les chats ».
Les Français conservèrent l'inscription après avoir effacé le p du mot prendront devenant :
« Quand les Français rendront Arras, les souris mangeront les chats »
En 1641 le régiment est employé au siège d'Aire ou il est chargé de s'emparer du fort de Flandre, situé a 500 pas de la place qu'il l'occupa d'emblée par une attaque. Dans la nuit du 14 au 15 juin une sortie vient l'assaillir dans ses retranchements. Il la repousse après une lutte de quatre heures. La ville capitula le 26 juillet, après quarante neuf jours de tranchée
ouverte.
Picardie se reposa en 1642 et ne se trouve qu'à la prise d'assaut du fort d'Aigue, situé sur le bord de la mer entre Calais et Gravelines.
1643 débute par la célèbre bataille de Rocroi qui eut lieu le 19 mai.
Picardie occupait la droite de la première ligne de l'infanterie, ayant à sa gauche le régiment de La Marine. Le jeune duc d'Enghien, Louis II de Bourbon-Condé, passa la nuit qui précéda l'action aux feux de Picardie. Au point du jour il harangue les soldats qui l'entourent : ses paroles sont portées de rang on rang, et l'armée enthousiasmée de voir tant de résolution avec tant de jeunesse, s'ébranle pleine de foi dans son chef. Dans sa marche en avant, Picardie rencontre un corps de 1 000 mousquetaires dont la vue lui avait été dérobée par un pli de terrain. Le capitaine de Pédamour, à la tête des volontaires, et suivi par le reste du corps, charge ces mousquetaires avec une telle furie qu'il n'en échappe pas un seul. Attaqué à son tour par la cavalerie espagnole, Picardie reforme rapide ment ses rangs, lui présente une haie de piques et l'oblige à tourner bride en désordre. Cette fermeté du régiment assura le succès de la journée à l'aile droite. Il fut plus chèrement disputé au centre et à la gauche. Cette victoire fut suivie des prises de Landrecies, des châteaux de Barlemont et d'Émery, de Maubeuge et de Binche,. La Gazette de Théophraste Renaudot relate amplement le siège et la prise de Binche les 30 mai et 31 mai 1643: Picardie, sous les ordres du Claude de Brichanteau marquis de Nangis, occupait le côté droit devant le fossé des fortifications, le Régiment de Piémont occupant le côté gauche. Après une intense canonnade depuis le 31 mai au matin la ville se rendit aux mains du duc d'Enghien. "On accorda la vie et les biens de tous ceux qui estaient dedans, à la réserve des vivres …. Pas une maison n'a esté pillée ni mal traitée, et quelques soldats ayans voulu entreprendre d'en voler une, furent aussi tost pendus".
L'armée Française investit ensuite Thionville. Le régiment fut établi au quartier du Roi et la tranchée fut ouverte le 25 juin. Le 13 juillet, Picardie et La Marine emportèrent de vive force un moulin retranché et palissadé et s'y maintinrent malgré tous les efforts des assiégés pour le reprendre. Le 18, Picardie, La Marine et Gramont-liégeois attaquent la contrescarpe. En moins d'une heure, les ennemis sont chassés du chemin couvert et un logement capable de contenir 300 hommes y est établi. L'attaque de la demi-lune du front qui regarde Metz eut lieu dans la nuit du 28 au 29. Picardie, toujours en compagnie de La Marine, y soutint un combat des plus opiniâtres et finit par s'y établir. Le régiment se distingua encore aux assauts du 29 juillet et du 4 août. La place se rendit le 10 août. À la fin de cette campagne, Picardie se rendit en Alsace pour se rapprocher de l'armée du maréchal de Guébriand et passa l'hiver le long du Rhin.
En 1644 le régiment est à l'armée de Flandre, sous les ordres du duc d'Orléans, Gaston. Le 17 juin il ouvre la tranchée avec les Gardes devant Gravelines. Cette place, bravement défendue, soutint quarante-huit jours de siège et quatre assauts, et ne se rendit que le 29 juillet. Le mestre de camp Claude de Brichanteau marquis de Nangis, avait été tué dans l'assaut du 14 juin. Il fut momentanément remplacé, en qualité de mestre de camp, par son vieux père, Nicolas de Brichanteau, marquis de Nangis, avide de venger sa mort, qui eut pour successeur définitif le 8 mars 1645 Charles, duc de La Vieuville.
En 1645, Picardie ouvrit le 4 juillet la tranchée devant Mardyck au quartier de Rantzau. La place fit peu de résistance et se rendit le 11 juillet. Le régiment se trouve la même année à la prise de Bourbourg et de Lillers. À l'attaque de Béthune, Picardie, sans attendre l'ouverture de la tranchée, s'empare d'emblée d'un retranchement qui couvrait le faubourg et le régiment se trouve maître de la contrescarpe. Les assiégés intimidés par des revers si rapides, se retiraient dans l'ouvrage à cornes, mais les soldats étaient lancés : quatre d'entre eux abattent à coups de haches les palissades du fossé et l'ouvrage est emporté en moins d'une heure. La place capitula le même jour.
Au siège de Courtrai, en 1646, Picardie eut la deuxième attaque. Il ouvrit la tranchée dans la nuit du 14 au 15 juin, repoussa une sortie le lendemain et emporta avec Navarre une demi-lune, dont la prise amena la reddition de la ville. Après avoir contribué à la prise de Berghes et de Furnes, Picardie arrive devant Dunkerque. Dans la nuit du 3 au 4 octobre, aidé par 300 Anglais et 100 Polonais, Picardie emporte les traverses du chemin couvert. Dunkerque se rend le 7 novembre.
En 1647, il est au siège de La Bassée. Pendant l'investissement de Lens, 300 Anglais auxiliaires se laissent surprendre à Pont-à-Vendin; 300 hommes de Picardie y courent suivi d'un bataillon des Gardes et d'un détachement du régiment de Lorraine. Non-seulement ils chassent l'ennemi de Pont-à-Vendin, mais aussi de leurs propres retranchements. La garde de ce poste important fut confiée aux 300 hommes de Picardie.
En 1648 après avoir servi au siège d'Ypres, il marche au secours de Lens assiégé par l'archiduc Léopold et prend part, le 19 août, à la sanglante bataille de Lens durant laquelle le mestre de camp La Vieuville est blessé. Après la campagne, le régiment eut ses quartiers dans la Picardie. Le traité de Westphalie semblait lui promettre du repos après une aussi longue guerre mais les troubles de la Fronde l'appelèrent à de nouveaux travaux.

#### La Fronde
En 1649 Picardie fut envoyé à Paris et 400 hommes prirent part le 11 février au combat de Charenton et de Villejuif que le comte de Grancey soutint contre le duc de Noirmoutier. À la suite de ce combat, le régiment fit le siège de Brie-Comte-Robert. À l'ouverture de la campagne, il partit pour l'armée de Flandre avec le comte d'Harcourt et fait le siège de Condé, qui se rendit le 25 août.
En 1650 il se rend à Saumur et y entre sans résistance le 1er avril et rejoint ensuite l'armée du maréchal du Plessis-Praslin, qui avait Turenne pour adversaire. Picardie fut d'abord chargé de garder Arras, et à la fin de l'année il fut appelé au siège de Rethel dont les Espagnols venaient de s'emparer. La place ne tint que quatre jours, mais Turenne arrivait. Plessis-Praslin n'hésite pas à l'attaquer et remporte une victoire complète grâce, en particulier, aux régiments des Gardes françaises et de Picardie.
L'année suivante, Picardie, après avoir commencé la campagne en Flandre sous le maréchal d'Aumont, est envoyé à l'armée de Guyenne.
En 1652, alors qu'il est à Poitiers il reçoit l'ordre d'aller reprendre Les Ponts-de-Cé où était le duc de Rohan. Après la soumission du château, il rejoint l'armée au siège de Saintes où il se distingue, surtout à la prise du faubourg Saint-Vivien. La cour s'étant retirée à Gien, l'armée la suivit et fut mise sous les ordres de Turenne qui avait fait sa paix avec le roi. Picardie fit des merveilles aux combats de Bléneau et d'Étampes, où Turenne avec hommes tint tête aux 15 000 hommes de Condé et leur fit éprouver de grandes pertes. Après quelques chicanes aux environs de Paris, les deux armées se retrouvèrent bientôt en présence, dans les faubourgs de la capitale, et, le 2 juillet, eut lieu le célèbre combat du faubourg Saint-Antoine. Picardie fut chargé d'attaquer les barricades que Condé avait fait élever vers la Râpée et s'en empara. Il fit ensuite échouer tous les efforts tentés par le duc de Nemours pour les reprendre. Après la victoire, Turenne, averti de l'arrivée du duc de Lorraine avec 16 000 hommes, se porte à Villeneuve-Saint-Georges où il lui barre le passage. Il le suivit ensuite en Lorraine. Le régiment donna l'assaut à Bar-le-Duc, qui se rendit le 15 décembre après une résistance énergique de la haute ville. La campagne se termina par la prise de Ligny, Château-Porcien et Vervins.

#### Guerre franco-espagnole
Réengagé dans la guerre franco-espagnole en 1653, une partie du régiment est envoyée dans l'Aunis, et au mois d'avril, 200 hommes occupèrent Brouage que le comte du Daugnon remettait au roi en échange d'un bâton de maréchal de France. Le reste du corps fit les sièges de Rethel et de Mouzon et passa l'hiver à La Bassée.
Picardie débuta, en 1654, par la prise de Saint-Pol et du Mont-Saint-Éloi. Quelques compagnies se jetèrent en juillet dans Arras menacée. En effet, les Espagnols vinrent bientôt l'investir avec une armée
de 32 000 hommes qui s'enferma dans des lignes formidables. Le 25 août, sans se laisser intimider par le nombre, Turenne ordonne l'attaque de ces lignes. Picardie y entre le premier, avec les Gardes Suisses et contribue beaucoup au succès de cette attaque audacieuse, qui amène la levée du siège d'Arras.
L'année suivante, le régiment fait le siège de Landrecies. Vingt compagnies sont jetées dans Ham, les vingt autres sont détachées de l'armée, le 19 septembre, avec le régiment de Turenne et douze escadrons, pour s'emparer du château de Briseuil qui ne fit point de résistance.
En juin 1656, Picardie se trouve à l'investissement de Valenciennes et en 1657, il arrive devant Mardyck, dont le siège devait être fait par les armées combinées de Turenne et du marquis d'Huxelles. Il en résulta une querelle avec Piémont, qui était le premier régiment du marquis d'Huxelles, tandis que Picardie n'était que le second régiment du corps de Turenne, où se trouvaient les Gardes françaises. Or, chaque armée ayant son attaque particulière, Piémont ne voulut point céder son droit et l'on fut obligé, pour arranger les choses et consoler Picardie, de détacher celui-ci en l'en voyant prendre La Motte-aux-Bois.
En 1658, il est au siège de Dunkerque. Dans la garde qu'il monta du 7 au 8 juin, il parvint à établir un logement à vingt pas de la place, malgré un vent furieux. À huit heures du matin, il allait être relevé par le régiment de Plessis-Praslin, lorsque le gouverneur marquis de Leyde exécuta une sortie que ces deux régiments repoussèrent. Cependant l'armée espagnole, commandée par don Juan d'Autriche et le prince de Condé, s'avançait par le chemin de Furnes pour secourir Dunkerque. Le 14 juin, eut lieu la bataille des Dunes. Picardie avait, par courtoisie, cédé sa place à l'extrême gauche aux quatre bataillons anglais de William Lockhart de Lee et s'était placé à leur droite. Ce fut là qu'eut lieu le principal effort. Pendant que les Anglais gravissaient, sous le feu de l'artillerie, la dune élevée où s'appuyait la droite des Espagnols, Picardie prit l'ennemi en flanc et contribua beaucoup à sa déroute. Après la victoire, il retourna aux tranchées et fut chargé de l'attaque de la fausse-braye.
En 1659, Picardie fut de toutes les expéditions qui terminèrent cette campagne et la guerre. Il perdit son mestre de camp Claude de Brichanteau, marquis de Nangis à la prise de Berghes-Saint-Winox : c'était le frère de celui qui avait été tué en 1644 devant Gravelines.

#### Période de paix
Après la paix des Pyrénées, le 5 mars 1660, Picardie prit possession d'Hesdin évacué par les Espagnols. Il en reçut les clefs et entra par une porte, tandis que les troupes d'Espagne sortaient par une autre.
Le 29 novembre 1660, deux compagnies entrèrent en garnison à Dunkerque, cédé au roi par l'Angleterre.
En 1663, le régiment, qui avait subi des réformes à la paix, fut reporté à 40 compagnies.

#### Expédition d'Afrique
Les 20 plus anciennes se rendirent en 1664 à Toulon et s'y embarquèrent pour l'expédition d'Afrique sur la flotte de César de Vendôme duc de Beaufort. L'armée française débarqua sans opposition le 22 juillet, près de Djigelli. Quelques détachements furent envoyés à la découverte qui furent aussitôt enveloppés par les Kabyles cachés dans les broussailles, ils furent égorgés. Venu au secours, Picardie fut fusillé par un adversaire insaisissable. Le colonel du régiment, Henri Robert Eschallard de La Boulaye, comte de La Mark, reçut trois coups de feu dans sa cuirasse et un autre à la cuisse. Après la disparition de l'ennemi, Picardie s'avança dans la plaine et trouva Djigelli abandonnée et l'armée se mit sans délai à fortifier cette ville pour y être à l'abri des surprises. Après quelques engagements insignifiants et deux mois de séjour sur cette côte, l'armée décimée par les maladies se rembarqua en octobre. Les dix premières compagnies de Picardie étaient avec le lieutenant-colonel sur le vaisseau « La Lune », qui s'ouvrit en deux en vue de la France sur un banc de sable situé entre les îles d'Hyères et Toulon. Il n'échappa pas un seul homme à ce naufrage. C'est ainsi que se termina, d'une manière bien fatale pour le corps, cette première expédition d'Afrique.

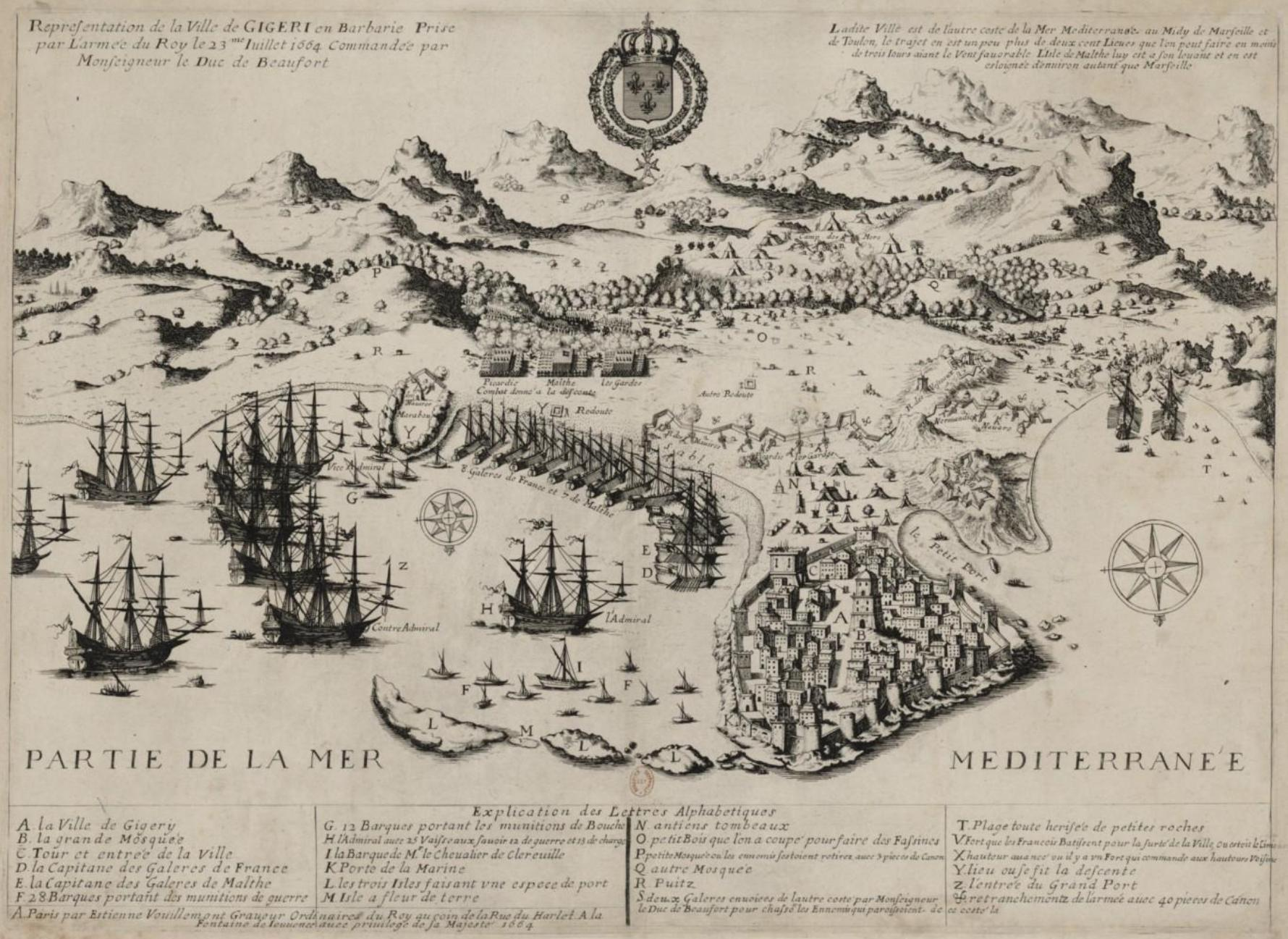
Gravure d'époque représentant le débarquement français à Djidjelli

#### Guerre de Dévolution
En mars 1666, le régiment de Picardie fait partie du camp de Compiègne et en 1667 il participe, dans le cadre de la guerre de Dévolution, à la prise de Charleroi, de Tournai et de Douai. Au siège de Lille, il se loge sur la contrescarpe qui coûta 400 hommes au régiment qui fit encore en 1668 la campagne de Franche-Comté.

#### Guerre de Hollande

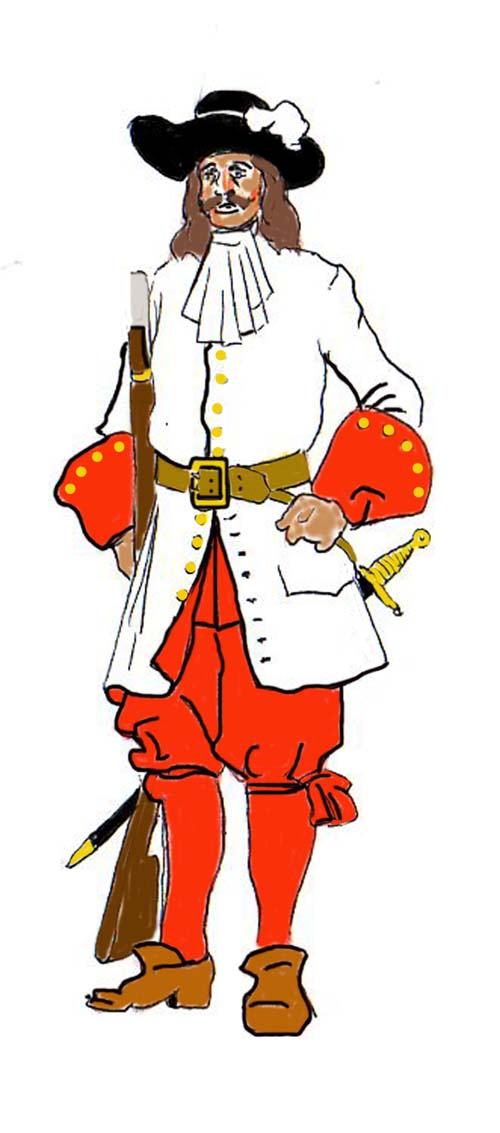
Soldat du régiment de Picardie en 1672

En 1672, Louis XIV déclare la guerre aux Provinces-Unies : c'est la guerre de Hollande. Picardie se rend à Charleroi, lieu d'assemblée de l'armée. Après un court séjour dans le pays de Liège, il marche sur le Rhin, emporte le chemin couvert d'Orsoy et assiste au siège de Doesburg. À la fin de la campagne les deux premiers bataillons sont placés en quartiers d'hiver à Woerden et le 3e à Bombelles[Où ?]. En octobre le prince d'Orange, Guillaume, assiége Woerden avec 12 000 hommes. L'ennemi s'était logé dans le faubourg, 400 hommes de Picardie s'y élancent, en chassent les Hollandais et y mettent le feu ainsi qu'aux retranchements du prince d'Orange. François-Henri de Montmorency duc de Luxembourg arriva bientôt avec 4 000 hommes au secours de la garnison de Woerden, et secondé par elle, fit lever le siège. En novembre, Luxembourg forme le projet de pénétrer jusqu'à La Haye à la faveur des glaces. Il sort d'Utrecht avec 8 000 fantassins et 3 000 chevaux, prend en passant à Woerden les deux bataillons de Picardie et divise ses troupes en deux brigades. Le 3e bataillon du régiment arrive bientôt de Bombelles et reste sous les ordres de M. de Gassion, avec la cavalerie. La fonte des glaces réduisit le résultat de cette entreprise audacieuse à la prise de Zwammerdam, de Bodegraven et de Nieuwerbrug.
En février 1673, Picardie était sous les ordres de Turenne dans le comté de La Marck. Assailli dans un mauvais poste par 5 000 hommes, il y fit pendant dix-huit heures une magnifique défense, qui lui valut, ainsi qu'au colonel de Bourlemont, les plus grands éloges. Au siège de Maastricht, pendant que les deux premiers bataillons étaient, sous les ordres de Condé, chargés de couvrir les travaux, le 3e placé au château de Lichtemberg, ouvrait la tranchée le 17 juin. I1 eut la gloire, pendant une de ses gardes, de s'établir au pied de la palissade de la demi-lune verte, ce qui amena la capitulation le 29. Le 3e bataillon y resta en garnison. À la fin de la campagne, Picardie fit, comme l'année précédente, partie du camp volant commandé par le duc de Luxembourg, et emporta Tongres. Après cette expédition, Picardie alla prendre ses quartiers d'hiver en Bourgogne.
Au printemps de 1674, il entre des premiers dans la Franche-Comté, couvre les opérations du siège de Besançon et est employé à réduire Pontarlier, Ornans et autres petites places. Après la soumission de la province, il passe en Flandre à l'armée du prince de Condé. Mis à Lille, deux de ses bataillons se trouvent le 11 août à la bataille de Seneffe. Dans cette journée meurtrière, ils étaient placés seuls à l'extrême droite, vis-à-vis d'un bois où le prince d'Orange, Guillaume avait plusieurs bataillons et toute la cavalerie allemande. Ces troupes étaient encore appuyées par une batterie, dont le régiment supporta longtemps le feu. François-Henri de Montmorency duc de Luxembourg ordonne l'attaque du bois, et s'élançant lui-même à la tête du 1er bataillon de Picardie, il aborde l'ennemi avec tant de vigueur qu'il le rejette dans la plaine au-delà du village de Fay. Renforcé dans cet instant par une partie des Gardes du corps et le régiment des Cuirassiers du Roi, il se met en bataille, la gauche appuyée à ce village et la droite au bois dans lequel il jette le bataillon de Picardie. Celui-ci, foudroyé encore dans cette position par l'artillerie hollandaise, exécute une nouvelle charge et parvient à repousser au-delà de la portée du canon les troupes qui lui étaient opposées. Après ces combats, il est envoyé pour se refaire à Saint-Mihiel.
En 1675, Picardie, après avoir couvert les sièges de Dinant et de Huy, entre au camp de Thiméon. Les deux premiers bataillons furent envoyés assiéger la ville et la citadelle de Limbourg avec le lieutenant général Bardo di Bardi Magalotti avant de prendre leur quartier d'hiver à la citadelle de Liège. Le 3e bataillon était toujours à Maastricht, tandis que le 4e bataillon récemment formé, alla s'embarquer à Toulon et passa en Sicile où il demeura jusqu'en 1678.
Au printemps de 1676, les deux premiers bataillons quittent Liège après avoir rasé la citadelle et joignent le 15 avril à Rocroi l'armée du maréchal de Luxembourg qui passait en Allemagne avec lequel ils se trouvèrent à la bataille de Kokersberg et furent ensuite cantonnés dans les places du Rhin. Deux compagnies, qui étaient à Philippsburg, prirent part à la défense de cette place et l'évacuèrent le 17 septembre. Le 3e bataillon, qui y était en garnison à Maastricht, fut assiégé par le prince d'Orange durant lequel il se signala dans une sortie exécutée le 6 août ou les Français entrèrent l'épée à la main, dans la redoute Dauphine occupée par les assiégeants. Tout ce qui s'y trouvait fut tué ou fait prisonnier. De nouvelles sorties, furent conduite les 8 et 10 ou ayant creuser la terre depuis la porte de Tongres jusqu'au fossé de Bois-le-Duc il inonda avec les eaux du Geer tous les fossés et une grande partie des tranchées du prince d'Orange, qui, après deux assauts livrés infructueusement à la demi-lune et à l'ouvrage à cornes, se décida à lever le siège. Le 3e bataillon de Picardie resta dans Maastricht jusqu'à la fin de la guerre en 1678.
En février 1677, les deux premiers bataillons joignent l'armée du roi qui investissait Valenciennes et y ouvrent la tranchée à l'attaque de gauche dans la nuit du 9 au 10 mars. Ils étaient de garde le 17, quand, au signal d'un coup de canon, les Mousquetaires volent à l'attaque de la contrescarpe, gagnent l'ouvrage à couronne, entrent dans la demi-lune, suivent les assiégés dans le pâté et pénètrent avec les fuyards dans la ville qui capitule immédiatement. Les volontaires de Picardie partagèrent la gloire des Mousquetaires.
Picardie se rend de là devant Cambrai, où il emporte la demi-lune de la citadelle et perd 200 hommes; le colonel duc d'Harcourt y est blessé. Le 15 mai, il rejoint sur la Meuse l'armée du maréchal de Créqui, avec laquelle il passe le Rhin le 9 octobre au-dessous de Brisach et investit Fribourg. Il est placé au faubourg de Wière et ouvre la tranchée le 10 novembre à portée de pistolet des palissades.
Le 26 février 1678, le régiment quitte Charleville, où il avait pris ses quartiers d'hiver, et se trouve le 10 juillet devant Kehl et prend part à toutes les opérations du siège de ce fort. Après sa prise il repasse le Rhin et tente le 11 septembre une attaque sur Strasbourg, mais sans résultat. Ce fut le dernier acte de cette guerre qui se termine par le traité de Nimègue.

#### Période de paix
Le 3e bataillon resté à Maastricht, et le 4e qui était passé en Sicile rejoignent, à la fin de cette année et en 1679, le régiment réduit à deux bataillons qui était en garnison à Fribourg.
Le 27 septembre 1681, Picardie reçut l'ordre de partir pour le Dauphiné, mais lorsqu'il arriva à Brisach les portes de cette ville furent fermées et un détachement de 300 hommes d'élite fut immédiatement embarqué sur le Rhin, avec d'autres troupes, et alla joindre Alexis Bidal baron d'Asfeld près de Strasbourg. Après s'être emparé du fort qui défendait le pont du petit Rhin, le baron d'Asfeld somma la ville de se rendre et elle lui fut remise le 3 octobre. Picardie est le premier régiment français qui ait tenu garnison dans cette place.

#### Guerre des Réunions
En 1683, la guerre se ralluma. Picardie se rendit au camp de Molsheim où il fut passé en revue par Louis XIV. Il partit de là pour la Flandre et contribua à la prise de Courtrai et de Dixmude.
L'année suivante il assiste au siège de Luxembourg sans y prendre part, et après la capitulation de cette place il est envoyé à Fribourg. Le 1er septembre 1684 la compagnie d'Iverny est tirée du régiment de Picardie pour former le noyau du régiment de Flandre.

#### Période de paix
En 1685 et 1686, il travaille au canal de Maintenon et se voit décimé par les maladies.
En 1687 on l'emploie aux travaux de fortification du Fort-Louis sur le Rhin et en 1688 à
ceux de Landau.

#### Guerre de la Ligue d'Augsbourg
La formation de la ligue d'Augsbourg ramène la guerre.
En 1688 les deux bataillons de Picardie quittent la pioche et se rendent à l'armée du Dauphin qui fait le Siège de Philippsburg. Placés à Oberhausen, ils ouvrent la tranchée dans la nuit du 3 au 4 octobre devant le fort du Rhin qu'ils emportent d'assaut le 6. Le 10, ils ouvrent encore la tranchée devant la ville. Le 21, quatre compagnies de grenadiers, tirées des régiments de Picardie, de Champagne, du Roi et du Dauphin, se glissent jusqu'à l'ouvrage à cornes. Au signal donné par six bombes, elles s'élancent à l'envi, escaladent l'ouvrage, y surprennent les Impériaux qui s'étaient couchés ventre à terre pour éviter les éclats des bombes et engagent avec eux une lutte acharnée. La brigade de Picardie survient et l'ouvrage est emporté. Picardie y plante ses drapeaux. Philisbourg capitule le 29 octobre. Le 30 octobre, le régiment prend possession de l'une des portes. Il va ensuite ouvrir la tranchée devant Manheim. Il y entre le 11 novembre et y est laissé en garnison.
Il est en 1689 à la prise de Bruchsal.
Les années suivantes, Picardie continue de servir aux armées d'Allemagne sous les maréchaux de Duras et de Lorges.
En 1692, le 3e bataillon fut rétabli. On le composa de huit compagnies tirées des deux premiers, et de quatre compagnies du régiment de Saintonge. Le seul fait d'armes un peu important, auquel le corps ait pris part cette année, fut la prise de Pforzheim, le 27 septembre.
Le 21 mai 1693, il ouvre la tranchée devant Heidelberg sur le front des ouvrages en terre qui couvraient le faubourg. Les assiégés furent poussés si vivement qu'ils abandonnèrent en plein midi la tête du faubourg. Le 1er bataillon pénètre par le rempart dans le faubourg et chasse les fuyards jusqu'à la porte de la ville. Les assiégés, craignant que les Français n'entrassent pèle mêle avec les vaincus avaient fermé cette porte, et ce qui restait des défenseurs du faubourg, au nombre de 500 hommes, fut forcé de mettre bas les armes. Mais dans leur précipitation les assiégés avaient oublié de lever le pont. Les grenadiers s'en aperçoivent, brisent la porte à coups de hache et emportent d'emblée la ville qui fut livrée au pillage. Le colonel Louis de Melun, prince d'Épinoy se distingua particulièrement dans cette affaire, en franchissant le premier les palissades du faubourg. Le château capitula le lendemain. Le 19 juillet, le régiment attaque le poste de Zwingenberg près d'Oppenheim. Les grenadiers de Picardie et de Normandie, commandés par Louis de Melun, prince d'Épinoy l'emportent au second assaut. Au troisième assaut livré à minuit, Oppenheim est pris, pillé et brûlé. Le colonel de Picardie y est blessé.
Le reste de la campagne, ainsi que celles de 1694 et 1695 que le régiment fit à la même armée, n'offrent plus rien de remarquable. Picardie demeura presque toujours au camp d'observation de Lambsheim.
En 1696, les trois bataillons passent à l'armée de la Meuse sous Boufflers qui ne fit rien.
En 1697, ils couvrent le siège d'Ath, dernière opération de cette guerre terminée par le traité de Ryswick.

#### Période de paix
La paix amena la réforme d'un grand nombre de régiments de nouvelle création. Le régiment d'Enonville fut incorporé dans Picardie en 1698. Cette même année, le corps fit partie du camp de Compiègne. Après les manœuvres, il alla tenir garnison à Aire-sur-la-Lys.

#### Guerre de Succession d'Espagne
En 1701 au commencement de la guerre de Succession d'Espagne, Picardie est chargé d'occuper Anvers au nom de Philippe V.
Au printemps de 1702, il se rend dans le pays de Clèves à l'armée de Louis duc de Bourgogne. Après l'expédition de Nimègue, l'armée repasse la Meuse et le 3e bataillon de Picardie entre dans la citadelle de Liège qui est bientôt assiégée. Les Français qui n'y étaient qu'en qualité d'alliés et n'eurent par conséquent à jouer qu'un rôle secondaire. Pendant l'assaut où la citadelle fut emportée, le bataillon de Picardie était dans une demi-lune.
Les 1er et 2e bataillons firent la campagne de 1703 à l'armée de Flandre sous les ordres de Villeroy et de Boufflers. Sous les ordres du maréchal de Boufflers le régiment battit les Hollandais à Ekeren.
En 1704, le régiment se trouve tout entier sous les ordres de Villeroy. Après la funeste bataille de Höchstädt, il passe le Rhin et va avec les Gardes Françaises camper à Biberach, afin de favoriser la retraite des débris de l'armée de Bavière.
En 1705, affecté dans l'armée du maréchal de Villars, Picardie se rend à Thionville. À la fin de l'année, il retourne dans les Pays-Bas pour renforcer l'armée de Villeroy et entre dans Bruxelles menacée par Marlborough. Cette campagne n'offre aucun événement mémorable.
Au mois de mai 1706, Picardie sort de Louvain où il avait passé l'hiver et se trouve à la bataille de Ramillies. Il y occupe l'extrême droite de la première ligne d'infanterie. Le régiment irlandais de Gare, qui était de sa brigade, exposé au feu des batteries ennemies, avait déjà beaucoup souffert lorsqu'il fut assailli de toutes ports. Il allait être écrasé et entraîner Picardie dans sa défaite, lorsqu'il fut dégagé par Royal-Italien. L'armée était déjà dans une déroute complète. La brigade de Picardie se forma en bataillon carré, opéra sa retraite en bon ordre et fit l'arrière-garde de l'armée jusqu'à Menin.
Le régiment fut envoyé à Tournai pour se refaire, et au mois d'août il se rendit à l'armée que l'électeur de Bavière, Maximilien-Emmanuel, et Louis Joseph duc de Vendôme assemblaient à Frelinghien pour couvrir les places qui nous restaient. Il occupait la gauche de l'infanterie et avait son quartier à Valenciennes.
Il passa l'année 1707 à Lille.
Dans la campagne suivante, il sert sous le duc de Bourgogne à la prise de Gand et de Bruges. Le 11 juillet il est à la bataille d'Audenarde. La brigade de Picardie y eut affaire à un corps suisse qui ne put soutenir son premier choc et abandonna sa position. Elle le poursuivit de haie en haie jusqu'à l'entrée de la plaine qui borde les glacis d’Audenarde. L'ennemi fit alors marcher des troupes par la gauche pour prendre en flanc la brigade, mais le colonel, François Armand de Rohan prince de Montbazon, s'en aperçut, et se mit en bataille dans un terrain coupé où il était soutenu par la Maison du Roi. Dans cette position, Picardie attaque un gros de troupes hessoises et hambourgeoises qui s'avançait sur la gauche. Le feu fut très-vif des deux côtés. Le régiment retourne jusqu'à cinq fois à la charge sans résultat décisif. Cette action particulière ne finit qu'avec le jour après quatre heures d'une lutte opiniâtre, où Picardie ne perd pas un pouce de terrain, quoiqu'il eût eu en tête des troupes sans cesse renouvelées. La nuit venue, il parvint à assurer la retraite de la Maison du Roi, en soutenant encore, malgré ses fatigues et ses pertes, un combat d'une heure, et il quitte le dernier le champ de bataille. Dans ce nouveau désastre de l'armée française, Picardie n'abandonna pas un seul de ses drapeaux et en prit un à l'ennemi. L'armée s'étant retirée derrière l'Escaut, la brigade campa au Saulsoy, quartier du duc de Bourgogne et tint la campagne jusqu'en décembre. Picardie alla passer le reste de l'hiver à Arras.
Au mois de mai 1709, l'armée s'assemble La Bassée sous les ordres de Villars. La brigade de Picardie, avec sept autres brigades, campa près de Denain. Après la chute de la citadelle de Tournai (en), elle se rapprocha de Mons que les ennemis menaçaient, mais débordée par les alliés, l'armée française fut bientôt obligée de se retirer. Le 10 septembre, elle marche sur quatre colonnes dans une petite plaine resserrée par la rivière d'Hogneau et arrivait à dix heures du matin au défilé de Malplaquet, où elle se heurta contre l'armée ennemie. La brigade de Picardie eut d'abord quelques avantages, mais les Gardes françaises ayant été culbutés, on ne songea plus qu'à la retraite. Elle se fit en bon ordre.

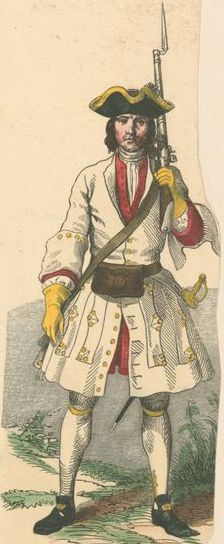
Soldat du régiment de Picardie en 1710

Le régiment fut envoyé à Amiens où il eut ses quartiers jusqu'à la campagne de 1711 qui n'offrit aucun fait saillant. Un détachement du corps prit part, le 31 août, à l'attaque du poste d'Hordain, près Bouchain, où quatre bataillons
ennemis furent passés au fil de l'épée. Après la campagne le régiment se retira à Abbeville.
L'année 1712 voit revenir la fortune sous les drapeaux de la France. La bataille de Denain eut lieu le 24 juillet, mais Picardie n'y était pas. Villars, qui avait voulu masquer ses desseins, l'avait envoyé avec d'autres corps faire une fausse marche sur Landrecies. Le 1er bataillon ouvrit, le 15 août, la tranchée, au fort de Scarpe de Douai, et fut relevé par les autres. Le régiment fit encore les sièges du Quesnoy et de Bouchain et prit ses quartiers d'hiver à Saint-Omer.
En 1713, il passa avec Villars (en) en Alsace et couvrit le siège de Landau. Les trois compagnies de grenadiers prirent seules part aux travaux. Le régiment termina cette campagne et la guerre par le siège de Fribourg.

#### Période de paix
En 1714, après la paix de Rastatt, Picardie fut mis en garnison à Strasbourg. Il y resta trois ans, passa en 1717 à Thionville qu'il quitta, en 1719, pour se rendre sur la frontière d'Espagne à l'armée du maréchal de Berwick.
Le régiment était sorti épuisé des longues guerres de la Succession, et quoi qu'on y eût incorporé, à la fin de 1713, les débris du régiment de Villemort, et au commencement de 1715 ceux des régiments de Saint-Germain-Beaupré et de Chalmazel, il eut besoin, pour la campagne de 1719, de se compléter avec des recrues. Aussi perdit-il 800 hommes par la désertion au camp d'Irun.

#### Guerre de la Quadruple-Alliance
En 1719, durant la guerre de la Quadruple-Alliance, le corps contribua à la prise de Castelléon et du fort de Béhobie, et fit le siège de Saint-Sébastien. Il y ouvrit la tranchée, le 19 juin, au pied même des glacis. Au point du jour, les assiégés firent un feu terrible de toute leur artillerie. Après la capitulation de la place, qui eut lieu le 1er août, Picardie participa encore à la prise du château d'Urgell

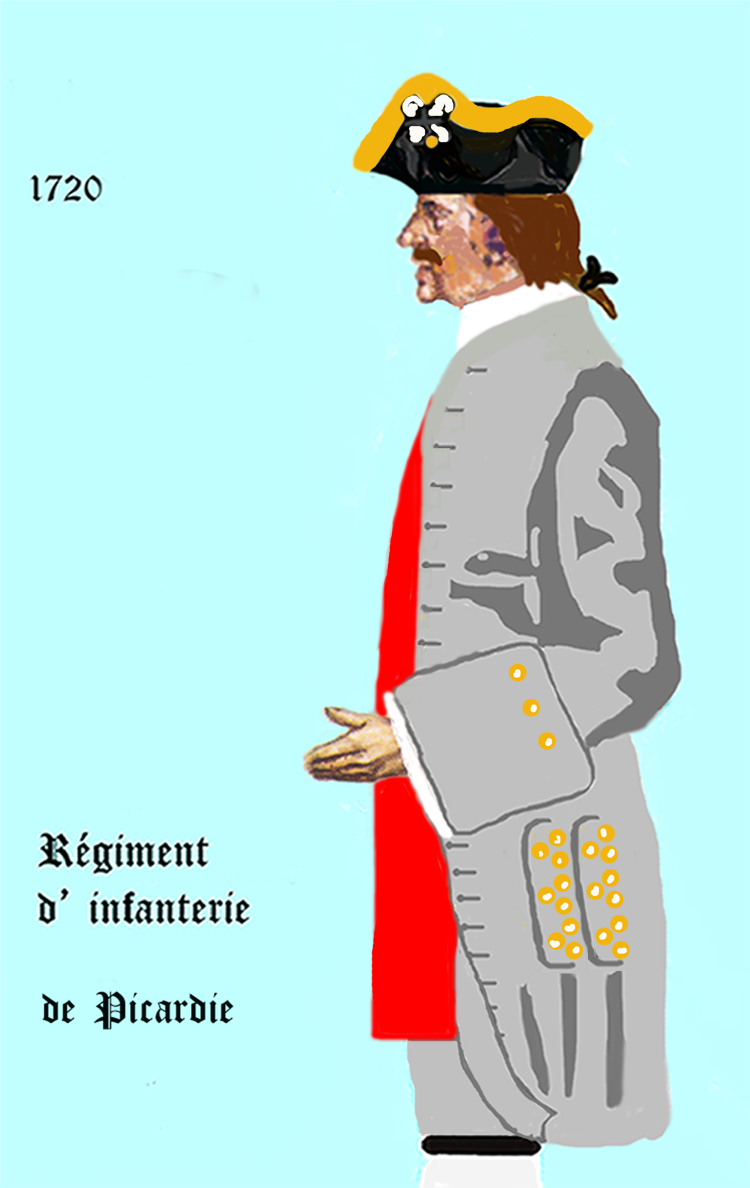
Régiment de Picardie de 1720 à 1734

#### Période de paix
La paix s'étant faite avec l'Espagne, il se rendit à Moulins et Nevers, et après la dissolution du cordon sanitaire établi autour de Marseille pestiférée en 1720, il retourna à Strasbourg. En 1722, il passe à Besançon, puis occupe successivement les garnisons de Lille, Cambrai et Sarrelouis.
Après avoir fait partie en 1727 du camp de la Meuse, il revient à Strasbourg qu'il quitte pour Givet et Charlemont. De retour en Alsace, en 1730, il occupe Colmar, Schelestad et Brisach.
L'année suivante, il passe en Languedoc et prend ses quartiers à Nîmes, Montpellier et Perpignan. Enfin
il était en 1733 à Montélimar quand il reçut au mois de septembre l'ordre de partir pour l'Italie dans le cadre de la guerre de Succession de Pologne.

#### Guerre de Succession de Pologne

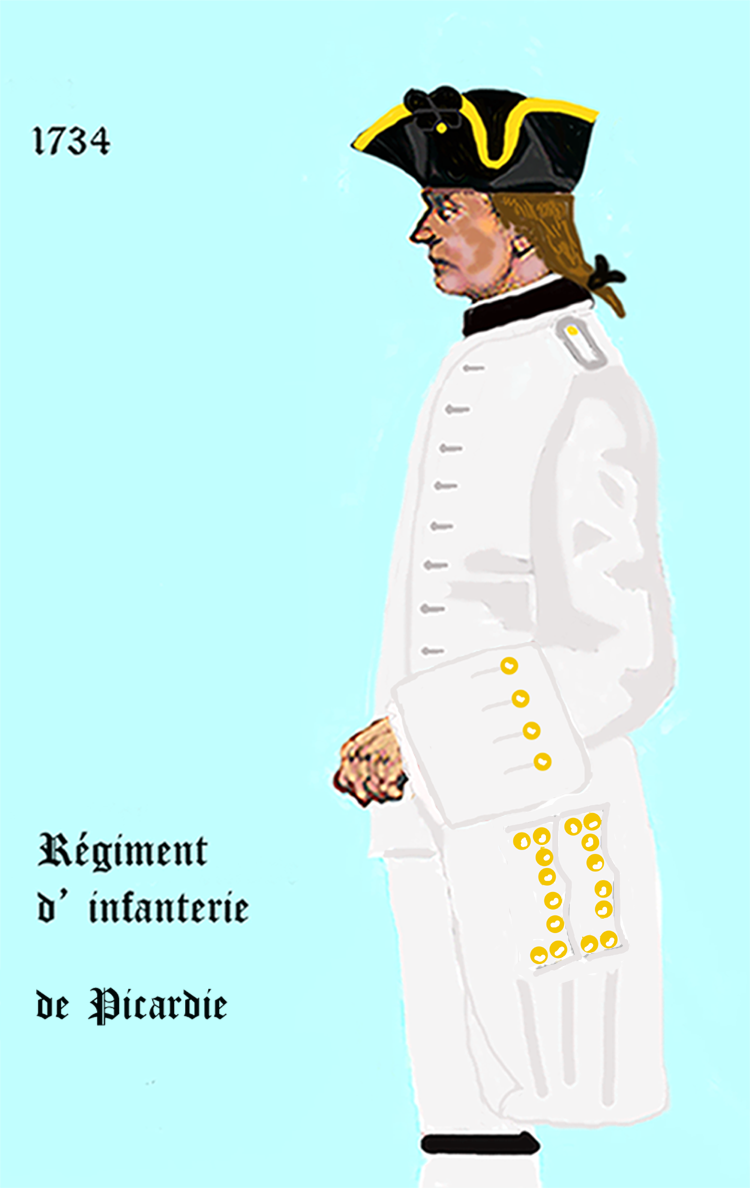
Régiment de Picardie de 1734 à 1757

Le 18 octobre 1733 le régiment se met en marche par Briançon et la vallée de Barcelonnette, franchit les montagnes et arrive le 25 à Vigevano où il rallie l'armée franco-sarde.
Quelques jours après il est devant Pizzighetone ou il relève à la tranchée les Gardes Piémontaises et se rend ensuite au siège du château de Milan. Le maréchal Visconti (it), qui y commandait, fit battre la chamade sous les drapeaux de Picardie, qui prit possession de la forteresse le 30 décembre.
Par l'ordonnance du 1er novembre 1733 revue par l'ordonnance du 10 février 1734, la composition du régiment est la suivante :
- un colonel, un lieutenant colonel, un major, quatre aides-major, 66 capitaines, 68 lieutenants, 66 lieutenants en second ;
- quatre bataillons à 17 compagnies et à 685 soldats, soit 2 740 hommes dans le régiment, compris 126 sergents et 68 tambours, avec 12 drapeaux à 3 par bataillon et une prévôté.

En 1734, après avoir passé la mauvaise saison à Crémone, Picardie arrive sur l'Oglio. Les Impériaux ayant réussi à franchir le Pô, s'étaient emparés de Guastalla et de La Mirandole et faisaient mine de vouloir assiéger Parme. Pendant ce temps la brigade de Picardie et celle de Dauphin sous le commandement du marquis de Maillebois, gardaient les ponts établis au village de Sacca (it). Le 25 mai, les Autrichiens détachent 200 dragons pour s'emparer du château de Colorno. Maillebois y court avec les grenadiers de ses brigades et les met en déroute. Le 31 mai, le château est attaqué par 36 compagnies de grenadiers impériaux. Deux compagnies de grenadiers de Picardie, présentant un effectif de 100 hommes, chargées de la défense du côté des jardins, y firent une résistance admirable. Picardie capitula et les 80 hommes, la plupart blessés, défilèrent devant 1 800 grenadiers qu'il avait arrêtés pendant tout un jour.
Le 29 juin à la bataille de Parme, Picardie avait son poste de combat à La Croisette (Crocetta). Attaqué trois fois par l'armée impériale, il résiste à tous ses efforts et lui tue beaucoup de monde, entre autres le général Mercy. L'ennemi reparaît avec une colonne de troupes fraîches et tente un nouvel effort sur le régiment. Les 2e et 3e bataillons vivement pressés s'ouvrent à droite et à gauche pour prendre cette colonne en flanc au moment où elle passera la chaussée sur laquelle elle est engagée. Mais les Impériaux se précipitent avec tant d'impétuosité que la brigade est rompue, à l'exception du 1er bataillon qui fit une résistance opiniâtre et fut presque entièrement détruit. Il restait à peine 100 hommes autour des drapeaux, le canon avait emporté le reste. Mais cette fermeté et l'arrivée successive de quelques autres brigades avaient mis de l'hésitation dans les mouvements de l'ennemi. Le feu recommence de part et d'autre avec une nouvelle vivacité et à la nuit les Autrichiens se retirent en désordre.
Le 17 septembre, le régiment de Picardie se trouve à la bataille de Guastalla où il occupe la droite. Tous les efforts de l'ennemi furent dirigés sur l'aile gauche où étaient les troupes du roi de Sardaigne Charles-Emmanuel III. La brigade de Picardie fut envoyée à leur secours et arriva fort à propos avec le régiment du Roi pour soutenir les escadrons sardes qui allaient être écrasés. Elle fut placée dans des broussailles à droite de l'infanterie piémontaise et y fit des merveilles, en essuyant avec fermeté tout le feu des Allemands qu'elle prit en flanc, pendant que les dragons combattant à pied les attaquaient avec le même succès à la gauche. L'infanterie de l'empereur fut entièrement défaite et laissa sur le champ de bataille 2 000 morts et 7 000 blessés. Le 3e bataillon de Picardie fut très maltraité à cette affaire. Sa compagnie de grenadiers fut anéantie plus de 500 sous-officiers et soldats couvraient de leurs cadavres le champ de bataille. À la fin de la campagne, Picardie pris ses quartiers à Modène, d'où il fit quelques expéditions contre un corps autrichien qui avait repassé le Pô.
En 1735, il quitte ses quartiers de Bagnoli di Sopra, et prend part aux marches de l'armée dans les États de Venise et dans le Tyrol à la poursuite de l'ennemi. A la paix, il se rend à Crémone et y passe l'hiver.

#### Période de paix
Au mois de mai 1736, Picardie arrive à Milan qu'il quitte en septembre pour se rendre à Nîmes et Montpellier.
D'après l'Ordonnance du Roi du 8 janvier 1737, la composition du régiment était la suivante :
- un colonel, un major, trois aides-major, 49 capitaines (dont 2 commandants de bataillon et 3 capitaines de grenadiers), 51 lieutenants (dont 3 lieutenants de grenadiers, 3 sous-lieutenants de grenadiers), 9 lieutenants en second et de 2 Enseignes.
- trois bataillons de 510 soldats, soit 1 530 soldats.

Envoyé à Perpignan en 1737, il revint la même année à Montpellier et dans les Cévennes et part pour Besançon en 1740.
Au mois de septembre 1741, il est appelé à Strasbourg. La guerre de Succession d'Autriche allait commencer.

#### Guerre de Succession d'Autriche
Au printemps 1742 il passe le Rhin au Fort-Louis en formant la tête de colonne des troupes françaises qui entrèrent en Bavière sous les ordres du duc d'Harcourt. Le 26 mars il disperse 700 pandours et hussards hongrois et leur tue une soixantaine d'hommes. En arrivant à Donauworth, le 1er avril, les trois compagnies de grenadiers sont envoyées en reconnaissance vers le château d'Ebelsberg. À leur approche tous les postes ennemis sont repliés et rentrent dans le château. Le 2e bataillon, est détaché au château d'Aw pour protéger l'arrivée des fourrages qu'on tirait des montagnes voisines. Il est bientôt bloqué et sommé de se rendre par des forces supérieures aux siennes, mais il tient ferme jusqu'à l'arrivée d'une compagnie de grenadiers qui profitant habilement des accidents du terrain, réussit à maintenir en respect les pandours et dégage le 2e bataillon. Bientôt le comte de Saxe vient prendre le commandement de l'armée au camp de Denkendorf et met le régiment en quartiers à Frontenhausen.
Pendant cet hiver, le capitaine de grenadiers de Grassin commence à fonder sa réputation comme chef de partisans, en faisant la petite guerre avec beaucoup de succès pour faciliter l'arrivée des vivres.
Au mois de mai 1743, un corps de 9 000 Autrichiens, commandé par Leopold Joseph von Daun, investit Dunkelfingen que Louis-François de Bourbon prince de Conti venait de mettre en état de défense. Picardie faisait partie d'une petite division aux ordres du lieutenant-général Nicolas Léon Phelippes de La Houssaye qui occupait les montagnes dont la place est entourée. À l'approche de l'ennemi, Phelippes, laissant dans Dunkelfingen deux piquets de chaque bataillon de son corps et sept compagnies de grenadiers, repasse l'Isar le 16 au soir et prend poste au-delà avec le reste de ses troupes, pour protéger la retraite de la garnison, dans le cas où elle serait forcée. Dès le lendemain, à huit heures du matin, Daun ouvre le feu de ses batteries et somme le commandant de se rendre. Sur son refus, il fait tirer à boulets rouges et bientôt l'hôpital et les retranchements sont la proie des flammes. La garnison doit songer à la retraite.
Les compagnies de grenadiers de Picardie forment l'arrière-garde et sont souvent aux prises avec l'ennemi, qui pénètre au même moment dans la ville. Dans le dessein d'arrêter sa poursuite, on brûle le pont de bois sur l'Isar, mais on ne peut réussir à détruire par le même moyen le pont de radeaux. Les grenadiers de Picardie mettent alors leurs fusils en bandoulière et de rompent le pont à coups de haches et de sabres, malgré le feu de l'ennemi en bataille sur la rive et sauvant ainsi la garnison. Peu de temps après, l'armée rentra en France et Picardie fut établi à Strasbourg, mais le prince Charles faisant mine de vouloir passer le Rhin, il fut envoyé au camp de Brisach, et de là à Colmar où il leva un 4e bataillon.
En 1744, le régiment fait partie de l'armée du Rhin, commandée par le maréchal de Coigny. Le 23 août, les Impériaux sont attaqués à Augenheim. Les grenadiers de Picardie sautent l'épée à la main dans les retranchements de Suffelsheim et d'Hangermheim, franchissent les redoutes et culbutent tout ce qui s'oppose à eux. Le régiment est ensuite au siège de Fribourg.
En 1745, Picardie joint le maréchal de Maillebois sur le Mein. Le 14 mars, un bataillon est détaché avec le régiment de Cambrésis pour s'emparer du poste de Kronembourg. Après une canonnade de trois quarts d'heure, la garnison se rend prisonnière. Au mois de juin, Picardie passe à l'armée de Flandre, et le 30, il ouvre la tranchée devant Audenarde. Le roi y fait son entrée le 25 juillet : Picardie bordait la haie. Il ouvre ensuite la tranchée, le 11 août, devant Termonde qui se rend le soir même par un singulier incident. L'officier qui commandait dans la redoute du côté de la chaussée de Malines, se voyant serré de très-près et craignant d'être emporté de vive force, engage quelques-uns de ses soldats à parler à ceux de Picardie et leur fait proposer de venir boire de l'eau-de-vie. Quelques grenadiers, autorisés par leurs officiers, sont introduits dans la redoute et bien reçus, d'autres les suivent. Le gouverneur de Termonde, apprenant que les Français sont dans la redoute, la croit prise, perd la tête et se rend immédiatement. Après la prise d'Ath, où il ouvrit encore la tranchée le 3 octobre, le régiment est envoyé à Verdun où il passa l'hiver.
D'après une ordonnance de 1746, le régiment de Picardie est porté à 5 bataillons.
Au printemps de 1746 il se rend à Valenciennes. Le 3 mai il est au camp devant Bruxelles, d'où il est envoyé à Lierre que les ennemis venaient d'évacuer. Il prend part à quelques petits combats qui occupèrent les armées pendant l'été, entre autres, à celui du 26 juillet, où deux compagnies de grenadiers, faisant partie de l'escorte d'un convoi confié à Pierre Gaspard de Clermont-Gallerande, soutinrent l'attaque des régiments de dragons de Ligne et de Styrum, deux bataillons de Croates et 2 000 hussards. Ces troupes furent repoussées grâce à la valeur des grenadiers de Picardie. Le 7 septembre, le régiment est au siège de Namur, et le 10 octobre il combat à Rocoux, près de Liège. Placé à la droite, il chasse les pandours des haies du faubourg Sainte-Walburge, où ils étaient embusqués, et, soutenu par une autre brigade, il ouvre un feu terrible qui oblige à la retraite l'infanterie ennemie à laquelle il prend six canons. La cavalerie hollandaise veut rétablir le combat, mais elle n'est pas plus heureuse que l'infanterie. Picardie perdit cent hommes à Rocoux et eut ses quartiers à Namur où il leve un 5e bataillon.
En 1747, le régiment assista à la bataille de Lawfeld, sans y prendre beaucoup de part. Picardie pris cette année ses quartiers à Louvain.
En 1748, les cinq bataillons ouvrent, le 15 avril, la tranchée devant Maastricht qui se rend le 7 mai.

#### Période de paix

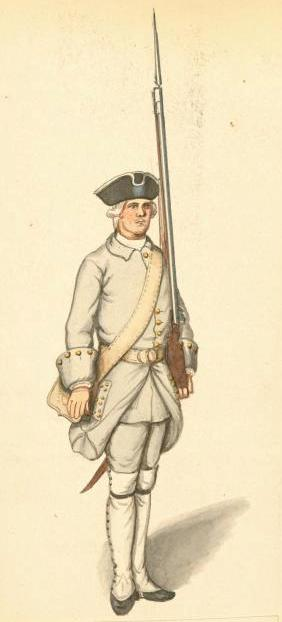
Soldat du régiment de Picardie en 1750

Après la paix d'Aix-la-Chapelle, en octobre 1748, Picardie est envoyé à Diest, Sichem et Aerschot.
D'après l'ordonnance du 20 décembre 1748, le régiment de Picardie est réduit à 4 bataillons : « les sergents et fusiliers des 16 compagnies à réformer seront distribués et incorporés dans les 64 compagnies de fusiliers qui seront conservées par l'ancienneté des capitaines qui les commandent, après avoir complété la compagnie de grenadiers du cinquième bataillon ».
- Quatre bataillons de fusiliers à 16 compagnies de 40 hommes par compagnie

En janvier 1749, il est à Lille où eut lieu le licenciement du 5e bataillon.
À la fin de 1751, il se rend à Givet et Charlemont.
En 1753, il fait partie du camp de Sarrelouis et le quitte pour aller à Verdun.
En 1754, deux bataillons relèvent les garnisons de Thionville et de Marsal.
En 1755, tout le régiment est réuni à Metz. Il quitte cette ville pour se rendre à Valenciennes, où il célèbre, avec
une galanterie raffinée, le mariage de son colonel, le marquis de Bréhant, par un bal et un souper auxquels toute la ville est invitée.
En 1756, il fait partie du camp de Dunkerque, d'où il se rend à Saint-Omer. C'est dans cette ville qu'il reçut l'ordre de faire ses équipages. La guerre de Sept Ans était commencée.

#### Guerre de Sept Ans
Picardie part de Saint-Omer au mois de mars 1757, il traverse la Flandre et le Brabant et joint à Genappe l'armée du maréchal d'Estrées.
Le 26 juillet c'est la bataille de Hastenbeck est livrée et l'ennemi ne pouvait être attaqué que par son flanc gauche sur un front de 400 mètres et après avoir tourné les sommités des montagnes qu'il occupait. Le maréchal charge le général Chevert de cette attaque. Parti, le 24 à minuit, avec les brigades de Picardie, de Navarre et de La Marine, et suivi à quelque distance par la brigade d'Eu, Chevert tourne la montagne de Nimerim et passe la nuit en bataille au bord d'un bois qui le séparait de l'ennemi. Au point du jour, après une vive canonnade où l'artillerie française a une supériorité marquée, le général donne l'ordre de pénétrer dans ce bois et saisissant la main du marquis de Bréhant, il lui dit : « Jurez-moi, foi de chevalier, que vous et votre régiment vous vous ferez tuer tous jusqu'au dernier plutôt que de reculer. » Après cette allocution les soldats du régiment disparaissent dans le fourré, les grenadiers et les volontaires sur les flancs, le reste de la brigade en colonne par bataillons. Les autres brigades suivent. Une compagnie s'égare et se trouve tout à coup, seule, face à face avec l'ennemi. Elle est écrasée, mais elle couvre le flanc droit du régiment qui peut continuer sa marche sans obstacle, et arrive aux formidables retranchements de l'ennemi. Picardie s'élance sur les barricades avec résolution, et après un combat acharné met ses adversaires en fuite. Ce succès de Picardie décide du gain de la bataille qui laisse trois cents hommes sur le champ de bataille.
La victoire d'Hastenbeck ouvrait à l'armée le chemin du Hanovre. Picardie pris ses quartiers d'hiver à Brunswick. Après la défaite de l'armée de Soubise Rossbach, le régiment fut envoyé avec une partie de l'armée de Hanovre (de) pour protéger la retraite des troupes battues puis rentra ensuite à Brunswick.

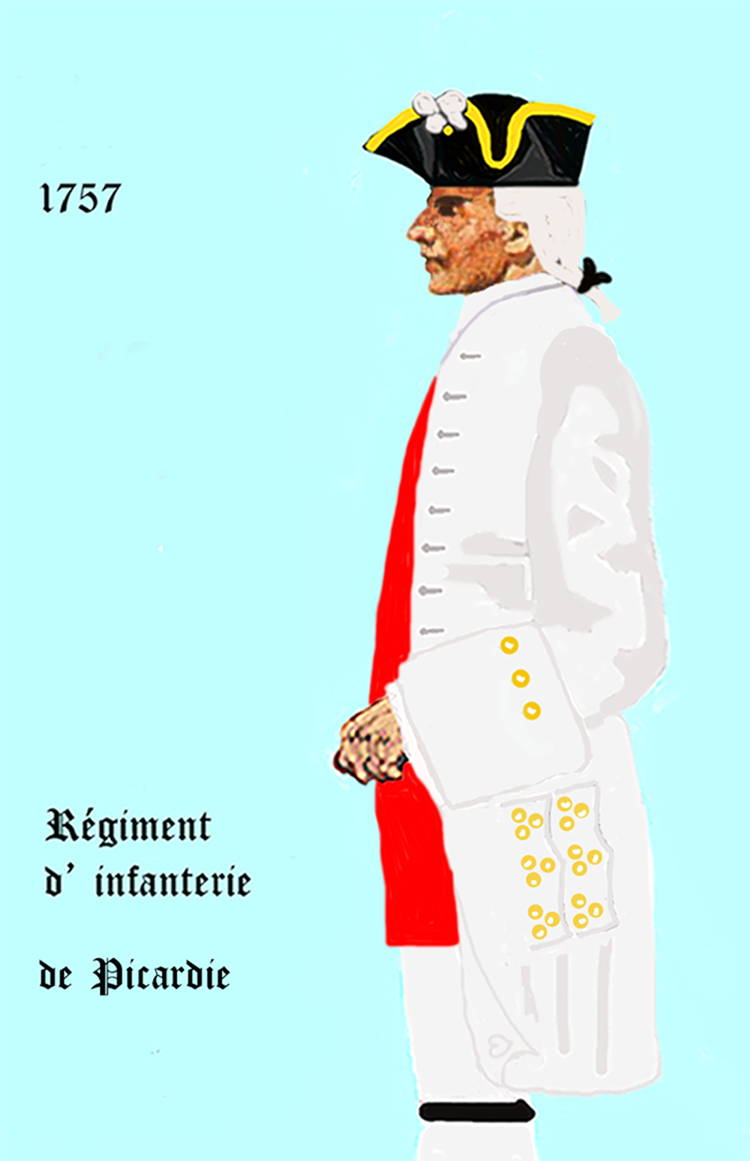
régiment de Picardie de 1757 à 1762
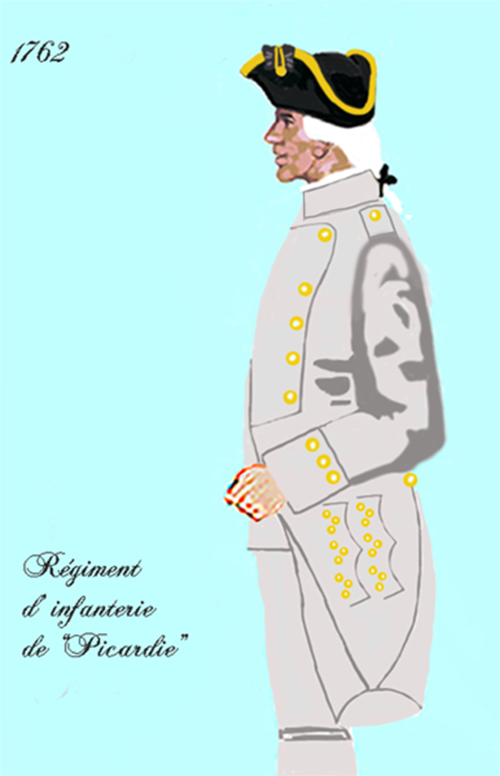
régiment de Picardie de 1762 à 1774

En février 1758, Louis de Bourbon-Condé comte de Clermont ramene l'armée de Hanovre sur le Rhin. Picardie fait toujours l'arrière-garde et est souvent aux prises avec les troupes légères des alliés. Il est cantonné à Wesel, et se trouve cette année à la bataille de Crefeld où il eut peu de chose à faire. À la fin de la campagne, il prend ses cantonnements à Goch dans le duché de Clèves.
En 1759, il passe dans la Hesse et assiste le 1er août à la bataille de Minden. Il était à la droite et ne donna pas, mais il n'en souffrit pas moins du feu de l'ennemi. Le 7 du même mois, au combat d'Einbeck, un bataillon était dans la ville et les autres en bataille à une certaine distance. Celui qui gardait Einbeck, attaqué par le Prince héréditaire, fit un feu terrible et voyant toute l'armée en retraite, sortit en bon ordre d'Einbeck, incendia les portes pour retarder l'ennemi et rejoignit le régiment qui l'attendait. Picardie se retira alors sur une hauteur voisine, d'où, avec ses pièces de bataillon, il ouvrit une canonnade bien dirigée qui força le Prince héréditaire à lui laisser effectuer sa retraite sans l'inquiéter davantage. Il eut cependant encore un choc à soutenir au passage des gorges de Minden ; mais sa bonne contenance en imposa encore à l'ennemi. Il acheva la campagne dans le Westerwald aux ordres du marquis de Voyer qui devait secourir Dillenbourg et Herborn menacés par les Allemands. Mais ce général arriva trop tard : les places s'étaient déjà rendues. Il fit attaquer la dernière par un piquet de Picardie qui y fut écrasé.
Cependant le régiment parvint à reprendre Herborn le 4 janvier 1760. Après cette affaire il établit ses quartiers d'hiver à Cologne puis se trouva durant cette année, à la bataille de Corbach et à la défense de Gottingen.
Le 10 février 1761, Picardie sortit d'Eschwege sur la Werra, où il avait hiverné avec les Grenadiers de France, et fut attaqué le 12, près du village d'Eyreden, par le général von Spörcken (de) qui commandait des forces de beaucoup supérieures. Nos deux braves régiments soutinrent sans s'ébranler une canonnade fort vive depuis dix heures du matin jusqu'à trois heures de l'après-midi. Enfin, les ennemis ayant beaucoup souffert du feu de l'artillerie française, prirent le parti de la retraite.Après diverses expéditions peu importantes, Picardie retourna à Eschwege.
La campagne de 1762 fut un peu plus fertile en événements. Le 24 juin, le camp français fut attaqué parle Prince héréditaire. Le capitaine Barquier du régiment de Picardie, de garde au trésor de l'armée à Grebenstein, ordonne de charger les caisses à la première alerte : les hussards prussiens arrivent et se précipitent sur le trésor. Barquier et ses hommes font feu sur eux et leur tue plusieurs hommes : la cupidité, cependant, l'emporte chez ces pillards sur le sentiment du danger; au lieu de se défendre, ils s'acharnent à coups de sabre sur les caisses pour les briser. Barquier les fait alors charger à la baïonnette et les extermine. Le trésor arriva intact à Cassel.
Attaqué par 5 000 hommes aux ordres de Nicolas Luckner, il se retire dans le cimetière et y tient ferme pendant cinq heures, malgré le feu de cinq pièces de canon et tous les efforts de cette petite armée. Il ne se rendit que lorsqu'il eut épuisé toutes ses munitions.
À la fin de septembre Picardie est à l'attaque du château d'Amenebourg. Posté dans un moulin près du pont de la Lohn, il se laissa écraser par le feu des batteries ennemies plutôt que de rendre son poste, et tint ferme jusqu'à la nuit sans vouloir être relevé. Dès qu'il fit sombre, cinquante volontaires, montent à la brèche et pénètre jusque dans la première cour du château : mais il ne trouve point d'issue et se voit obligé de battre en retraite après avoir perdu la moitié de son monde. On allait recommencer une nouvelle tentative avec des forces plus considérables, quand la garnison, au nombre de 553 hommes et 11 officiers, met bas les armes.

#### Période de paix
Lors de la réorganisation des corps d'infanterie français de 1762, le régiment conserve ses quatre bataillons. L'ordonnance arrête également l'habillement et l'équipement du régiment comme suit : Habit, veste, parements, revers et collet de drap blanc piqué de bleu, culotte de tricot de même couleur; doubles poches en long garnies de neuf boutons chacune, en patte d'oie, quatre sur la manche, cinq à chaque revers et quatre en dessous : les boutons jaunes, collés et mastiqués sur buis, forme plate, avec le no 1. Chapeau bordé d'or.
Le traité de Paris du 10 février 1763 met fin à la guerre de Sept Ans, et Picardie demeure quelque temps à Aschaffenbourg.
En mars 1763, il arrive à Strasbourg où il reste en garnison jusqu'en octobre 1765 ou il prend ses quartiers à Douai qu'il quitte au mois d'août 1767 pour Valenciennes. Après avoir pris part aux manœuvres du camp de Verberie en juillet 1769, il se rend à Besançon. Il passe ensuite à Landau en novembre 1770, revient à Besançon en septembre 1772, et part pour Toulon en octobre 1773.

#### Corse
Les derniers mouvements de la Corse avaient engagé le gouvernement à envoyer dans cette île quelques-uns des vieux régiments pour en imposer davantage aux partisans de Paoli. Picardie s'embarque donc pour la Corse à la fin de décembre 1774.
Lors de la réorganisation des corps d'infanterie français du 26 avril 1775 Picardie conserve ses 4 bataillons.
C'est en Corse qu'il subit les conséquences de l'organisation du 25 mars 1776 :
- le régiment de Picardie est partagé en deux régiments :
  - le premier, formé avec les 2e et 4e bataillons qui garde le nom de régiment de Picardie jusqu'en 1780, ou il prend le nom de régiment Colonel-Général.,
  - le deuxième régiment est composé des 1er et 3e bataillons, qui prend le titre de régiment de Provence jusqu'en 1780, où il reprend le nom de régiment de Picardie.

### Régiment de Provence (1776-1780)
Ce régiment est donc formé par ordre du 25 mars 1776 avec les 1er et 3e bataillons de l'ancien régiment de Picardie, sous le titre de régiment de Provence.
Ses drapeaux ne différèrent de ceux du régiment dont il était le dédoublement, que par une barre blanche traversant diagonalement chaque carré rouge cramoisi, de manière à former une croix de Bourgogne dont la largeur n'était que la moitié de celle de la croix principale.
Provence prit le collet rouge et les boutons blancs pour se distinguer du précédent, dont le costume était alors entièrement blanc avec les boutons jaunes, conformément au règlement de 1779.

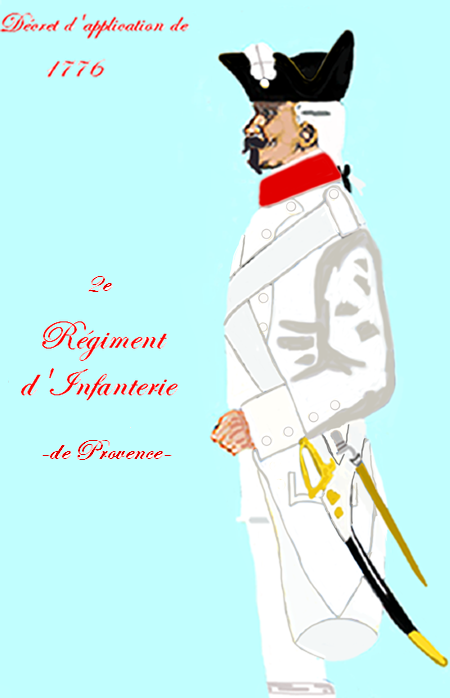
Régiment de Provence de 1776 à 1779
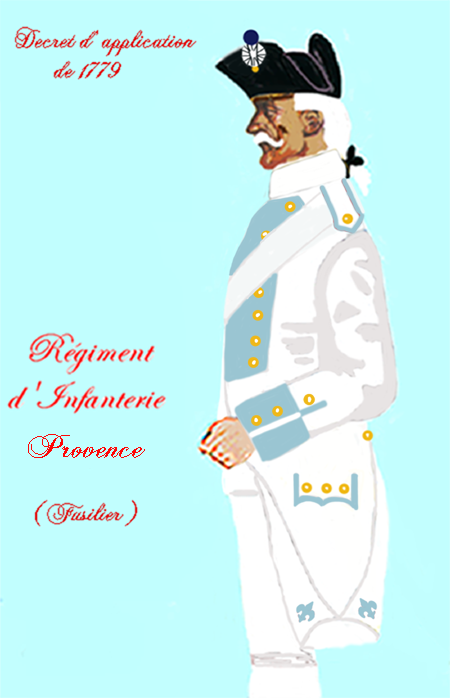
Régiment de Provence de 1779 à 1780

#### Période de paix
Le nouveau régiment quitta la Corse, où il avait été formé, en août 1777 pour venir tenir garnison à Nîmes.
En décembre 1778 il est envoyé à Saint-Omer, et en juillet 1779 à Arras et Béthune.
C'est à Béthune qu'il reprend, par ordre du 5 avril 1780, le titre de régiment de Picardie, lorsque le corps qui portait ce nom reçut le titre de régiment Colonel-Général.

### Régiment de Picardie (1780-1791)

#### Période de paix
En octobre 1781, le régiment de Picardie après une courte station à Lille, est envoyé à Honfleur et Pont-Audemer.
Il retourne en mai 1783 à Saint-Omer, lorsque les traités de Paris et de Versailles sont signés mettant fin aux guerres franco-anglaise et d'indépendance des États-Unis.

14 officiers et soldats de ce régiment sont morts aux États-Unis durant guerre d'indépendance des États-Unis.
L'année suivante il quitte cette ville pour aller à Belfort où il arrive fin de mai, pour y tenir garnison. C'est dans cette ville qu le 30 janvier 1785 le colonel Bernard de Faudoas cède le régiment à Charles Léon de Chavigny marquis de Bouthillier.
Le 4 juillet 1785 il arrive au Havre. Dans le terrible incendie des 4 et 5 janvier 1786 qui menaça d'une ruine complète la ville et le port du Havre, Picardie fut admirable de dévouement et de générosité. Il accepta une gratification que la ville lui offrit, mais il en disposa immédiatement en faveur des victimes de l'incendie. Son séjour au Havre se prolongea jusqu'en mars 1788 ou il est envoyé à Metz où il était encore en 1789.

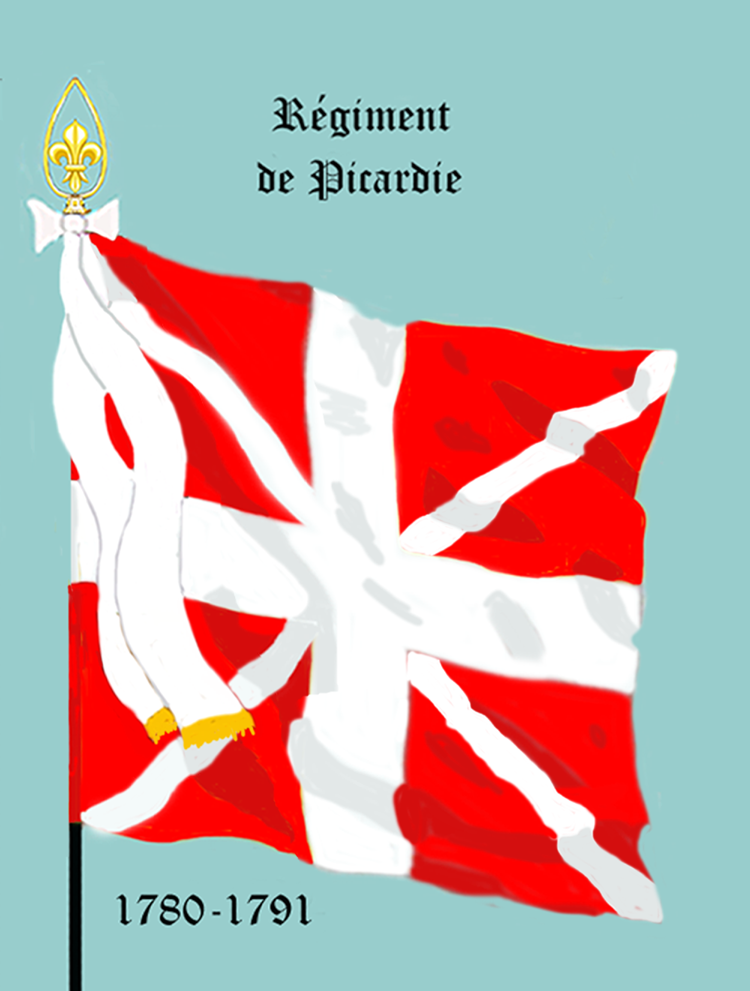
Régiment de Picardie de 1780 à 1791
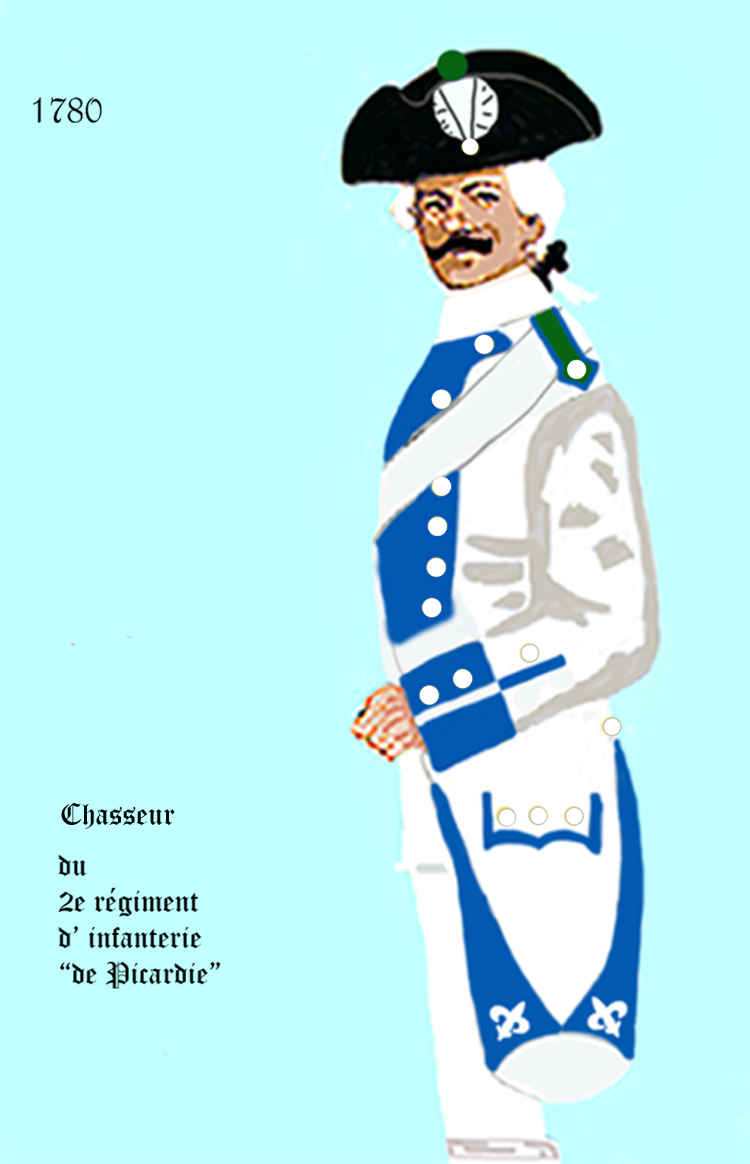
Régiment de Picardie de 1780 à 1786
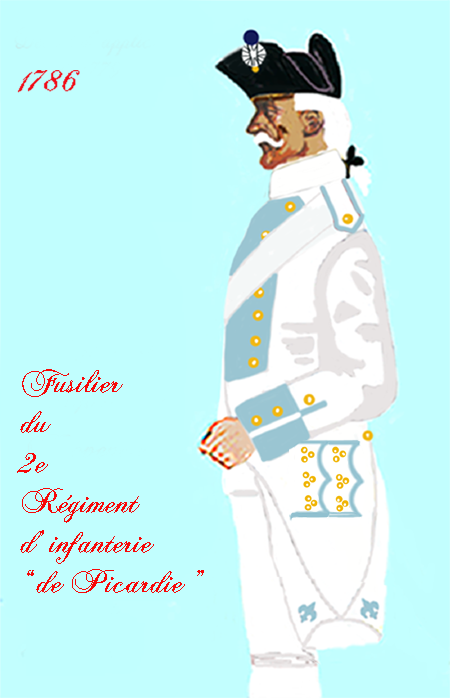
Régiment de Picardie de 1786 à 1791

En août 1790, il se rend à Sarrelouis, puis à Bitche et Thionville en mai 1792.

### 2erégiment d'infanterie de ligne ci-devant Picardie (1791-1794)
L'ordonnance du 1er janvier 1791 fait disparaître les diverses dénominations, et les corps d'infanterie ne sont désormais plus désignés que par le numéro du rang qu'ils occupaient entre eux. Ainsi, 101 régiments sont renommés et le régiment de Picardie devient le 2e régiment d'infanterie de ligne. Les régiments sont toutefois largement désignés avec le terme ci-devant, comme 2e régiment d'infanterie ci-devant Picardie.

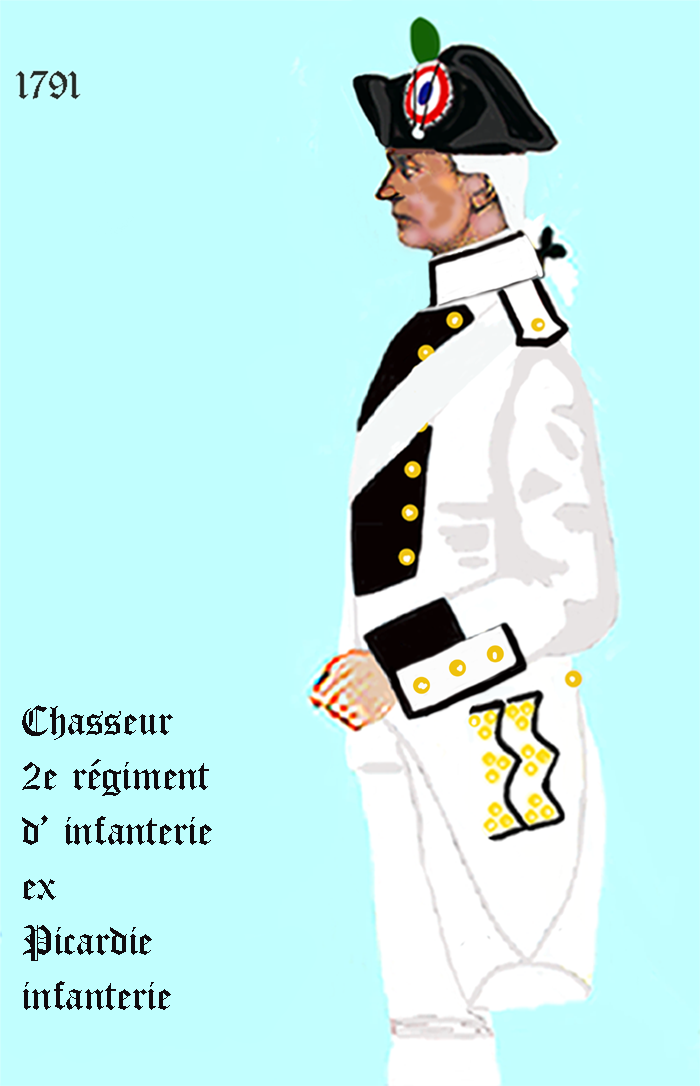
2e régiment d’infanterie de ligne ci-devant Picardie de 1791 à 1794

#### Guerre de la Première Coalition

##### 1erbataillon
Quand la guerre commença, le 1er bataillon fut envoyé à Douai, tandis que le 2e bataillon resta à Thionville.
Le 1er bataillon, rattaché à l'armée du Nord, se trouve le 4 août 1792 au combat de Maubray et le 27 du même mois à la prise de Saint-Amand; il contribua ensuite à la défense de Lille. Après la levée du siège, il se fait remarquer sous le général Lamorlière, à l'attaque de Beaulieu et de Marquain. Le 24 octobre, la bataillon se signale au combat de Baisieux. Il accompagne ensuite Dumouriez en Belgique, et, après la bataille de Jemmapes, il contribue à la prise d'Anvers le 29 novembre.
Après un court séjour dans cette place il rejoint l'armée et se trouve le 18 mars 1793 à la bataille de Neerwinden. Revenu sur la frontière, il se couvre de gloire le 23 mai à la bataille de Tourcoing. Dans le mois de juin, il est aux affaires de Mouscron, de Linselles et de Lannoy et à la reprise de Tourcoing. Au combat de Linselles, le 18 juin, ce fut le bataillon qui, conduit par Macdonald, emporta à la baïonnette le village de Le Blaton, où il tua aux Anglais un général et deux colonels.
Pendant le reste de cette campagne, le 1er bataillon de Picardie, toujours au feu, prend part le 13 septembre au combat d'Hallwyn, le 21 octobre à celui de Pont-à-Tressin, et du 21 au 25 octobre à divers engagements autour de Maubeuge.
En 1794 on le voit le 29 avril au combat de Mont-Cassel, le 17 mai à la bataille de Tourcoing, le 22 à la bataille de Tournai, à la prise de Charleroi le 14 juin et au combat de Courtrai le 11 septembre.
Il marche ensuite à la conquête de la Hollande avec Pichegru et fait le siège de Bois-le-Duc pendant les mois de septembre et d'octobre.
Le 31 décembre de cette année il est versé dans la 3e demi-brigade de première formation formée avec le 5e bataillon de volontaires de l'Aisne et le 5e bataillon de volontaires de la Côte-d'Or également appelé 18e bataillon de volontaires des Réserves.

##### 2ebataillon
Le 2e bataillon, qui avait été laissé en 1792 à Thionville, prend part cette année à la défense de cette ville contre les Prussiens. Commandé par le Charles Oudinot, le bataillon sert à l'armée du Rhin sous le général Custine, et se couvre de gloire au combat de Morlautern, durant la bataille de Kaiserslautern où, entouré par 10 000 hommes, il soutient seul leurs attaques depuis quatre heures du matin jusqu'au soir. En vain les Prussiens le font-ils charger par toute leur cavalerie, Oudinot le forme en carré, oppose au choc des chevaux une muraille inébranlable de baïonnettes et parvient à rejoindre le gros de l'armée. Le lendemain de cette affaire, le glorieux nom d'Oudinot fut donné pour mot de ralliement à l'armée.
Au commencement de 1793, le bataillon passe dans la Vendée. Le 9 juin, lorsque les royalistes, s'emparèrent de Saumur, un détachement du corps s'y défendit seul avec un rare courage. Pressés par les Vendéens qui les sommaient de mettre bas les armes, les soldats de Picardie préférèrent se jeter dans la Loire, où presque tous se noyèrent. Après l'arrivée des troupes mayençaises, le bataillon retourna à l'armée du Rhin et prend une part glorieuse à toutes les affaires qui eurent lieu sur cette frontière.
Le 23 mai 1794, le bataillon qui faisait partie de la division du général Ambert, cantonnée à Hochspeyer et Fischbach, lorsqu'il se fit attaquée par des forces supérieures et soutint leur choc pendant quatre heures.
Mais il fallut qu'il se replie sur Trippstadt et Pirmasens en faisant l'arrière-garde, et, chargeant plusieurs fois la cavalerie ennemie, qu'il parvint à contenir.
Quelques jours après, le 2e bataillon de Picardie entrait dans la composition de la 4e demi-brigade de première formation, avec le 3e bataillon de volontaires de la République et le 4e bataillon de volontaires de la Haute-Saône, qui continua de servir avec distinction à l'armée de Rhin-et-Moselle.
Ainsi disparaît pour toujours le 2e régiment d'infanterie ci-devant Picardie, partageant le sort de tous ces vieux régiments qui depuis deux siècles avaient défendu si intrépidement la patrie contre toutes les coalitions.

## Personnalités
- Simon Claude Grassin de Glatigny

### Jean-François de Faudoas de Sérillac
Jean-François de Faudoas de Sérillac, comte de Belin était le fils d'Olivier de Faudoas et de Marguerite de Sérillac. Né dans les années 1550 à Sérillac, un village de Doucelles, il épouse en premières noces Françoise de Warty en 1578, puis Renée d'Averton, en 1582, dont il prend le nom et les armes.
Ainsi on le trouve sous les noms de Jean-François d'Averton Belin, François d'Averton Belin et François de Faudoas Belin.
Mestre de camp du régiment de Sarrieu en 1579, il devient gouverneur militaire de Paris pour la Ligue de 1590 à 1594 année ou il se rallie à Henri IV en 1594. Il est fait chevalier du Saint-Esprit en 1595.
Ne doit pas être confondu avec François de Faudoas, comte de Belin.

### Jean de Montcassin
Jean Louppiat de Montcassin de Tajan de Grenet également écrit Jean de Lupiac de Moncassin de Montlezun, sieur de Tajan, voir plus simplement Lupiac-Moncassin, né en 1546 est le fils de Bernard de Montlezun, seigneur de Moncassin et seigneur de Lupiac et de Hélène de Nogaret dame de La Valette.
Jean de Montcassin était un cousin de Jean-Louis de Nogaret de La Valette duc d'Épernon, par sa mère qui en était sa tante.
Marié le 12 juin 1576 à Jeanne de Lary, il a 5 enfants et décède en 1617.

### Antoine de Montcassin
Antoine Louppiat de Montcassin de Tajan des Houlières également appelé Philippe Antoine Le Houlier est le frère de Jean de Montcassin.

Selon Jacques Auguste de Thou Le Houlier, frère de Montcassin, se nomme Philippe Antoine. Toutefois la généalogie des familles Caumont-Lupiac-Montlezun-Montcassin, dressée sur des titres originaux, n'est pas assez détaillée pour faire connaitre de colonel, mestre de camp du régiment de Picardie.
Ces pièces permettent seulement de trouver que Jean de Lupiac, mineur de vingt ans, se qualifiant seigneur de Montcassin ayant été blessé au siège de Clairac, fit un testament le 17 mars 1574 à Aiguillon par lequel il nomme pour héritier Jean de Lupiac son frère ainé en faisant un legs à Antoine, son autre frère.
Cet Antoine doit être celui que Jacques Auguste de Thou nomme Philippe Antoine et le Montcassin du duc d'Angoulême doit être l'héritier qu'Henri III nomma le 23 novembre 1585 lieutenant général de Metz et du pays Messin et qu'il fait chevalier de l'ordre et conseiller d'état le 16 mars 1586.

Venant de Tours, alors qu'il commandait le régiment de Picardie, Antoine Le Houlier est tué le 20 où le 21 juin 1589 qu'un coup d'arquebuse à la tête, quand Henri III et Henri de Navarre forcent le passage à Jargeau afin d'emprunter le pont sur la Loire vers Paris,.

### Gilles de Faverolles
Gilles de Faverolles est né en 1565, de Gilles seigneur de Faverolles, écuyer, lieutenant de la vénerie du Roi, gouverneur d'Amboise et de Louyse Berard, dame de Bléré. Il meurt, à 24 ans, au siège de Pontoise en 1590.

Marié à Péronne de Kairvel, fille de Charles de Kairvel, seigneur de Méré, et de Guyonne de Crèvecoeur, avec laquelle il a, au moins, trois enfants :
1. Joseph de Faverolles, seigneur de Bléré, marié à Claude de Rigné fille de Jacques de Rigné, écuyer, seigneur de la Guérinière et de Esther Forget
2. François de Faverolles mort jeune
3. Charles de Faverolles, seigneur de Faverolles

### Jean Messeau, baron de Romefort
Le jeudi 14 juin 1576, Pierre Vasselot, écuyer et sieur du Portault et Jean Messeau, écuyer et sieur de Romefort se rencontrèrent à Niort où ils tirèrent l'un contre l'autre des coups de pistolets, mais ne se blessèrent pas.
En 1585, dans le cadre de la huitième guerre de Religion, il lève le régiment de Romefort qui sera incorporé dans le régiment de Picardie en janvier 1590 et dont il deviendra mestre de camp.

### Jean II de Gontaut-Biron
Jean II de Gontaut-Biron est le fils du maréchal de France Armand de Gontaut-Biron et de Jeanne, dame d'Ornezan et de Saint-Blancard, fille et héritière de Bernard, seigneur d'Ornezan, lieutenant-général des galères du roi, et de Jeanne de Comminges qui avait été une des dames qui avaient accompagné Élisabeth d'Autriche, femme de Charles IX, à son entrée dans Paris. 

Il se marie à Belvès le 15 juillet 1594, en premières noces, avec Jacqueline de Gontaut-de-Saint-Geniès dame de Badefols, fille de Hélie de Gontaut-de-Saint-Geniès (vers 1564- vers 1598) seigneur, baron de Saint-Geniès et de Badefols, sénéchal du Béarn et vice-Roi et de Jacqueline de Béthune fille de François de Béthune. Elle décède en 1616-1617.

Le 3 septembre 1617, il épouse en secondes noces Marthe Françoise de Noailles, née en 1593, fille de Henri de Noailles, comte d'Ayen (1554-1623), conseiller d'État, lieutenant général du Haut pays d'Auvergne, gouverneur d'Auvergne et de Jeanne Germaine d'Espagne-Montespan.
Le 7 septembre 1602, après le complot de Biron, Jean succède à son frère, Charles par confiscation. Il devint alors : seigneur et baron de Saint-Blancard, de Montaut, de Brisambourg, de Chef-Boutonne, etc., il est mestre de camp au régiment de Picardie quand il participe aux sièges de La Fère et d'Amiens.
Le 25 octobre 1615 il est capitaine de cent hommes d'armes puis devient conseiller d'État, maréchal de camp, et est présent aux sièges de Montauban en 1621 et de La Rochelle en 1627-1628.
Il décède le 10 août 1636.

### François Louis d'Estrées
François Louis d'Estrées, marquis de Cœuvres né en 1575 est le fils d'Antoine IV d'Estrées et de Françoise Babou de la Bourdaisière. Il est tué au siège de Laon en 1594 d'un coup de mousquet qu'il reçut à la cuisse, à l'âge de 19 ans,,,,.

### Pierre, marquis de Bréauté
Pierre, marquis de Bréauté, seigneur de Néville, avait épousé Marie de Fiesque, la sœur de Charles de Fiesque, et étaient les enfants de François de Fiesque, comte de Lavagne et de Bressuire tué au siège de Montauban à la tête de son régiment en 1621, et d'Anne le Veneur, dame d'atours de Madame, duchesse d'Orléans, et gouvernante de Mademoiselle; elle était la fille de Jacques le Veneur, comte de Tillières, chevalier des Ordres du Roi. 
Pierre, marquis de Bréauté a été tué au siège d'Arras le 24 juin 1640.

### François de Brichanteau
François de Brichanteau, marquis de Nangis, né le 4 octobre 1618, est le 4e enfant de Nicolas de Brichanteau et Françoise Aimée de Rochefort dame de La Croisette.

Mestre de camp du régiment de Picardie en 1640, il est maréchal des camps et Armées du Roi en 1643, devient conseiller ordinaire du Roi en Ses Conseils d’État et Privé et des Finances en 1644.

Le 28 février 1644 il épouse Marie de Bailleul, née en 1626, fille de Nicolas III, seigneur de Vattelot et d'Elisabeth-Marie Mallier. Elle décède le 29 avril 1712.

Il meurt, sans postérité, le 15 juillet 1644 d'un coup de mousquet au siège de Gravelines.

### Claude de Brichanteau
Claude Alphonse de Brichanteau, né en 1532 chevalier, marquis de Nangis, seigneur de Meillan, de Charenton, de Frolois, etc. fut baptisé sous le seul nom de Claude en la paroisse de Nangis, diocèse de Sens, le 21 décembre 1532. C'est le 6e enfant de Nicolas de Brichanteau et Françoise Aimée de Rochefort dame de La Croisette.
Son père lui donna en 1652. les terres de Nangis, Fontains, Bailly, La Chapelle-Rablais, Clos-Fontaine, Vienne, Montramble, Corroy, Marchais, Malnouë, les Clos au bailliage de Melun, Brichanteau situé en la coutume de Chartres, Lizines et Sognolles au bailliage de Provins, Mareuil en Berry, Meillant, Charenton, le Pondix et Mareuil en Bourbonnois, avec des droits sur la baronnie de Linières. Il était qualifié marquis de Nangis à l'âge de vingt ans, lorsqu'il accepta cette donation le 19 septembre 1652.

II est fait mestre de camp du régiment de Picardie après Charles de la Vieuville, par commission du 2 octobre 1673 et gouverneur des ville & château de Ham, par provisions du 22 janvier 1656. Il commanda le régiment de Picardie pendant six ans et était lieutenant général des armées du roi, lorsqu'il fut blessé d'un coup de mousquet à la tête au siège de Bergues-Saint-Vinox le 21 juin 1658 et mourut de cette blessure à Calais le 15 juillet suivant. Son corps tut apporté à Nangis, et enterré le 1er août de la même année dans la chapelle des seigneurs de ce lieu.

### Henri Robert Eschallard
Henri Robert Eschallard, marquis de La Boulaye, comte de Braine, dit le comte de la Marck est le fils de Maximilien Eschallard, marquis de la Boulaye, et Louise de la Marck, fille et héritière de Henri Robert de la Marck, duc de Bouillon, colonel des Cent-Suisses de la Garde du Roi, et de Marguerite d'Autun, Colonel du régiment de Picardie, maréchal-des-Camps et Armées du Roi, il substitue ses nom et armes par celui de la Marck, par le Duc de Bouillon, son aïeul maternel.

Il épousa, le 24 juin 1657, Jeanne de Saveuse, fille et héritière de Henri de Saveuse, Seigneur de Boucquinville, et de Madeleine Viole, dont il eut deux filles,
- Louise Madeleine Eschallard, duchesse de Duras, mère de Jeanne Henriette Durfort-Duras, princesse de Lambesc de Lorraine-Brionne
- Marie Françoise Eschallard marquise de Lannion.

### Henri d'Anglure, comte de Bourlemont
Charles Henri d'Anglure, prince d'Amblize, comte de Bourlémont, né le 24 août 1658, était le fils de François d'Anglure et d'Angélique d'Aspremont. Il est tué le 28 mai 1684 au siège de Luxembourg.

### César Joseph Marie de Nédonchel
César Joseph Marie marquis de Nédonchel, de Bouvignies et de Quérénaing, d'Artres, de Warlaing, comte du souverain Bruay, baron de Ravensberghe, etc. Châtelain haut justicier de la noble cour, ville et châtellenie de Cassel, gouverneur d'Orchies né le 2 novembre 1731, était le fils de Denis Georges Alexandre de Nédonchel et de Marie-Anne Josèphe de Douay.
 Il sert d'abord dans la 1re compagnie des mousquetaires de la garde de Louis XV et est reçu chevalier de l'ordre de Saint-Louis le 26 novembre 1762 après s'être trouvé, comme mestre de camp dans la cavalerie légère, à la bataille de Rosbach, puis, sous le maréchal d'Estrée à bataille de Hastenbeck et bataille de Korbach. Le 3 janvier 1770, il devient brigadier du Roi puis est nommé colonel-commandant du régiment de Provence en 1776 avant d'être promu maréchal de camp le 1er mars 1780.
Il meurt le 28 mars 1781.
Il avait épousé à Paris le 26 novembre 1746, avec dispense du Saint-Siège, sa cousine germaine Isabelle Alexandrine Eugénie de Nédonchel, qui décèdera le 10 juillet 1753 avec laquelle il eut 2 enfants :
- Octave César Alexandre Joseph Marie de Nédonchel, né à Paris en 1749 mort en 1827 qui servit dans le régiment du Roi puis dans les mousquetaires de la garde en tant que mestre de camp en 1776, avant de devenir colonel du régiment d'Artois et maréchal de camp en 1793[90].
- Alexandre Louis Joseph de Nédonchel, né en 1751, mort jeune à Paris.

### Bernard de Faudoas
Bernard marquis de Faudoas, seigneur de Daunian et du Busca, fils de Alexandre de Faudoas et de Marie Benquet de Saint-Pastou,, né le 1er avril 1725 à Lupé fut lieutenant au bataillon de milice de Saint-Sever le 28 juin 1742, lieutenant, aide-major et capitaine au régiment de Bourbonnais entre 1746 et 1756, commandant du Haut et Bas-Armagnac et chevalier de Saint-Louis en 1771, colonel du régiment provincial d'Auch le 4 août 1771, colonel en second au régiment de Dauphiné, et mestre de camp du régiment de Picardie en 1780. Demeurant alors à Beaumarchés, il est inscrit le 24 thermidor an II sur la liste des suspects, pour avoir paru sans cocarde tricolore (11 août 1794).
Il se marie à Mélanie Adélaïde de Varlet le 26 septembre 1754 à Dunkerque et décède en 1794,. Ils eurent :
- Henri Bernard de Faudoas né le 22 août 1755 à Nogaro[99], marié le 8 mai 1779 à l'église Saint-Seurin de Bordeaux à Françoise Godet, fille de Hubert Godet du Brois et dame Charlotte Françoise Chevalier[95].

### Antoine Anne Lecourt de Béru
Antoine Anne Lecourt de Béru, né le 14 août 1755 à Béru (Yonne) et mort le 5 mai 1814 à Chablis (Yonne), qui fut sous-lieutenant du régiment avant de devenir général de la Révolution.

### Henri Nadot-Fontenay
Henri Nadot-Fontenay né le 4 avril 1739 à Saint-Germain-en-Laye), mort en août 1833, qui fut major du régiment avant de devenir général de division de la Révolution française.

### François Richer Drouet
François Richer Drouet né le 16 janvier 1733 à Rouen (Normandie), mort le 6 novembre 1792 à Le Quesnoy (Nord), qui fut lieutenant-colonel du régiment avant de devenir général de brigade de la Révolution française.

### Joseph-Henri de Jessé
Joseph-Henri de Jessé, baron de Levas (né le 1er juillet 1746 ou le 21 août 1755, mort à la prison de la Conciergerie le 6 février 1794), noble, militaire et homme politique, qui a été Président de l'Assemblée constituante du 30 août 1790 au 10 septembre 1790 a servi dans le régiment de Picardie.

### Alexandre-Isidore Leroy de Barde
Alexandre-Isidore Leroy, comte de Barde, chevalier, seigneur de Royaulmont, de Hurt, de Bois-Collart, né le 8 juillet 1740, ancien capitaine au régiment de Picardie.

### Rémy Grillot
Rémy Grillot né le 11 mars 1766 à Navilly (Saône-et-Loire), mort à Leipzig le 19 mai 1813, qui fut soldat du régiment avant de devenir général de brigade de la Révolution française.

### Jacques Thomas Sarrut
Jacques-Thomas Sarrut né le 16 août 1765 à Canté et mort le 26 juin 1813, qui fut soldat du régiment avant de devenir général de brigade de la Révolution française.